# Sint-Janskathedraal ('s-Hertogenbosch)
De Kathedrale Basiliek van Sint Jan Evangelist, gewoonlijk aangeduid als de Sint-Janskathedraal, in de binnenstad van 's-Hertogenbosch wordt veelal beschouwd als het hoogtepunt van de Brabantse gotiek. Het bijzonder harmonieuze interieur is het resultaat van de eenheid van stijl die de gehele bouwperiode van eind veertiende tot begin zestiende eeuw bleef gehandhaafd. De buitenkant levert met zijn gulle ornamenten, zoals de dubbele luchtbogen met de 96 luchtboogfiguren en de reliëfs boven de ramen, een treffend beeld op van de versieringsdrift van de late gotiek. De Sint-Jan is 'een bouwwerk dat volstrekt uniek is in de Nederlandse kerkelijke architectuur.'
De Sint-Jan staat op de hoek van de Parade en de Torenstraat, waaraan zich de hoofdingang bevindt, en imponeert door zijn omvang en rijkdom aan beeldhouwwerk. Oorspronkelijk als parochiekerk gebouwd, werd de Sint-Jan in 1366 tot kapittelkerk en in 1559 tot kathedraal van het nieuwe bisdom 's-Hertogenbosch verheven. Het gebouw heeft de vorm van een kruiskerk, meer specifiek een kruisbasiliek. In de Sint-Jan bevinden zich onder meer een rijk versierd, 350 kilo zwaar koperen doopvont uit 1492, een driedelig altaarretabel uit het begin van de zestiende eeuw met uit hout gesneden taferelen uit het Lijden van Christus, dat met zes aan weerszijden beschilderde panelen gesloten kan worden, een preekstoel uit het midden van diezelfde eeuw met uit hout gesneden taferelen. De bijna twintig meter hoge orgelkast dateert uit het begin van de zeventiende eeuw en geldt als 'een kunstwerk van koninklijke allure, dat wel gerekend wordt tot de mooiste orgelfronten ter wereld.' Het renaissance-orgel zelf is, met behoud van veel onderdelen, in 1784 omgebouwd tot een volwaardig achttiende-eeuws instrument. Op 22 juni 1929 werd de Sint-Jan de eretitel basiliek verleend vanwege de bijzondere verering van de Zoete Lieve Vrouw van Den Bosch.
De kerk behoort tot de Top 100 van de Rijksdienst voor de Monumentenzorg en geldt als zogenaamd kanjermonument, een kwalificatie die sinds het jaar 2000 bij de rijksoverheid in gebruik is bij de verdeling van ten behoeve van restauraties geoormerkte financiële middelen.

## Geschiedenis
Op de plek waar nu de Sint-Jan staat, stond eerst een romaanse kerk. De bouw hiervan startte vermoedelijk in 1220 en duurde tot 1340. Rond 1370, mogelijk na de verheffing tot kapittelkerk, begon men deze kerk echter geleidelijk aan te vervangen door een nieuwe kerk in gotische stijl. Het koor was waarschijnlijk rond 1415 voltooid, het transept rond 1470, waarna ten slotte het schip tot stand kwam. Van 1480 tot 1496 is de weelderige H. Sacramentskapel ten noorden van het koor toegevoegd. Deze kapel was in gebruik bij het Illustre Lieve Vrouwe Broederschap. In 1505 is de romaanse kerk, uitgezonderd delen van de romaanse toren, afgebroken. Als laatste verrees een hoge kruisingtoren. De gotische Sint-Jan kwam gereed omstreeks 1530.
Deze gotische Sint-Jan is als het ware over haar voorganger heen gebouwd. Er zijn nog steeds delen van de romaanse kerk bewaard gebleven. Oorspronkelijk zou ook de oude toren tegen de vlakte gaan, maar vanwege geldgebrek is dit niet gebeurd. De nieuwe toren van de Sint-Jan was gepland aan de overkant van de straat. Toen hiervan werd afgezien moest men improviseren om de kerk aan te passen. Dit is duidelijk te zien aan de gewelven in de zijschepen: op de plek waar deze aan horen te sluiten op respectievelijk de Mariakapel en de Doopkapel kloppen de gewelven niet meer: bogen houden halverwege op, gewelfaanzettingen zijn niet voltooid, etc. Aan de buitenkant is het ook duidelijk zichtbaar, doordat de 19e-eeuwse meest westelijke vensters smaller zijn dan de rest van de ramen.
Opvallend aan de Sint-Jan is vooral de ongewoon rijke versiering met beeldhouwwerk aan de buitenkant. Figuraal beeldhouwwerk is te vinden in de wimbergen boven de vensters van het koor, in het zuidportaal en op de luchtbogen van het schip, die met talloze schrijlings gezeten figuurtjes bevolkt zijn. Binnen en buiten zijn er in totaal zo'n 600 beelden. Koor en schip worden geschraagd door een dubbele rij luchtbogen, iets wat in Nederland verder niet voorkomt. Het interieur is weids door de vijf beuken van het schip, maar de hoogte is een beetje gedrongen vergeleken met grote gotische kathedralen: het middenschip is bijna 28 meter hoog.
De bouwstijl van de Sint-Jan heeft in de omgeving van 's-Hertogenbosch bijna geen invloed gehad, maar de kerk is wel verwant aan een aantal grote stadskerken in het oude hertogdom Brabant. De kerken van onder andere Antwerpen, Mechelen, Leuven en Diest zijn wel in een verwante stijl gebouwd. Vandaar dat men spreekt van Brabantse gotiek.
Op 22 augustus 1566 bereikte de Beeldenstorm 's-Hertogenbosch en ook de Sint-Jan ontkwam niet hieraan. Bij de ravage die in de kerk werd aangericht door de calvinisten werd doelbewust de orgels, preekstoel en een altaar heel gelaten, zodat de kerk eventueel dienst kon doen als godshuis voor de protestanten. In oktober vond er een tweede Beeldenstorm in de stad en de kathedraal plaats waarbij de overgebleven beelden werden vernield. In mei 1567 werd de katholieke eredienst hersteld en wijdde bisschop Franciscus Sonnius de altaren van de Sint-Jan opnieuw in.
Na de val van de vesting 's-Hertogenbosch werd op woensdag 19 september 1629 triomfantelijk de eerste hervormde dienst in de Sint-Jan gehouden. Frederik Hendrik van Oranje en zijn gemalin Amalia van Solms waren hierbij aanwezig. Andere hoge gasten waren de Koning van de Bohemen en de Prins van Denemarken. De Sint-Jan werd door de protestanten in bezit genomen, net als de andere katholieke kerken in de stad. De katholieke eredienst werd verboden. In de stad waren wel katholieke schuilkerken, die tegen betaling van steekpenningen werden gedoogd.
Keizer Napoleon Bonaparte was in mei 1810 in 's-Hertogenbosch. Hij ontving hier een delegatie van Bossche katholieken. Hem werd duidelijk gemaakt, dat de overgrote meerderheid van de bevolking katholiek was. Hij gaf hierop resoluut de kerk terug aan de katholieken en zei: "Vous aurez la grande église et un évêque aussi" (U zult de grote kerk hebben en ook een bisschop). Het bisdom 's-Hertogenbosch werd heropgericht. In het najaar van 1810 is de teruggave aan de katholieken door Napoleon in de Tuilerieën bevestigd.

## Brand
In 1584 ontstond door blikseminslag een brand die de hoge houten kruisingtoren, majestueuzer dan de huidige toren, vernielde en ook delen van het dak tot aan het orgel. Vanwege geldgebrek kon er geen nieuwe toren komen, maar is er een soort koepel gebouwd.
In 1830 ontstond opnieuw brand, deze keer in de westertoren. Het herstel was in 1842 klaar. Een nieuwe bekroning kreeg de toren in 1876 (73 meter hoog). De geleding waar de klokken hangen is veertiende-eeuws, er zijn zowel luidklokken als een beiaard.

## Restauraties
Van 1858 tot 1985 is de kathedraal vrijwel onafgebroken in restauratie geweest. Aanvankelijk gebeurde dat op een nogal dubieuze manier, waarbij vele vrijheden genomen en slechte steensoorten toegepast werden, terwijl het interieur getooid werd met allerlei neogotische elementen. Hoewel de kathedraal in de 19e eeuw al grotendeels de huidige vorm had, zijn er toch een aantal belangrijke verschillen te herkennen, bijvoorbeeld in de vorm van de toren en koepel.
Een recente restauratie dateert van 1999 tot begin 2011, toen grote delen van het gebouw weer in de steigers stonden om met name tufstenen en kalkstenen onderdelen te vervangen waar deze sterk verweerd waren. Het betrof hier voornamelijk (delen van) ornamenten, waterspuwers, pinakels, profiellijsten en balustrades. Hiervoor zijn verschillende soorten natuursteen gebruikt, voornamelijk Weiberner tuf, Portlandsteen en Bentheimer zandsteen. Ook zijn veel beelden en engelen vervangen door kopieën in Portlandsteen en zandsteen.
Het noorderportaal werd geheel gedemonteerd, omdat de krammen en doken (borgpennen) van smeedijzer waren gaan roesten. Omdat ijzer uitzet bij roesten en tot vele malen haar omvang kan bereiken, drukt dit de omringende zandsteen kapot. De reden dat dit bij de zandstenen portalen meer gevolgen heeft gehad dan elders is onder andere omdat zandsteen poreuzer is, waardoor vocht er dieper indringt, en omdat het gebruikte ijzer van de 19e eeuw veel zuiverder is dan het middeleeuwse ijzer, dat meer koolstofresten bevat. De doken werden vervangen door roestvast staal en beschadigde natuursteen is vervangen door kopieën in dezelfde steensoort, Bentheimer zandsteen type Gildehaus.

## Bezienswaardigheden
De Beeldenstorm uit 1566 en de overgang in hervormde handen uit 1629 hadden als resultaat dat veel onderdelen verdwenen zijn, waaronder alle vroegere altaren (37 in het begin van de vijftiende eeuw oplopend tot 52 een eeuw later), veel beelden en andere kunstwerken. Een groot verlies voor de kerk betekende ook de verkoop in 1866 van het marmeren doksaal uit 1611 dat nu te zien is in het Victoria and Albert Museum in Londen. Deze omstreden verkoop was de aanleiding tot het tot stand komen van de monumentenzorg. Toch is er nog een aantal bijzondere inventarisstukken bewaard gebleven.

### Het beeld van de Zoete Moeder

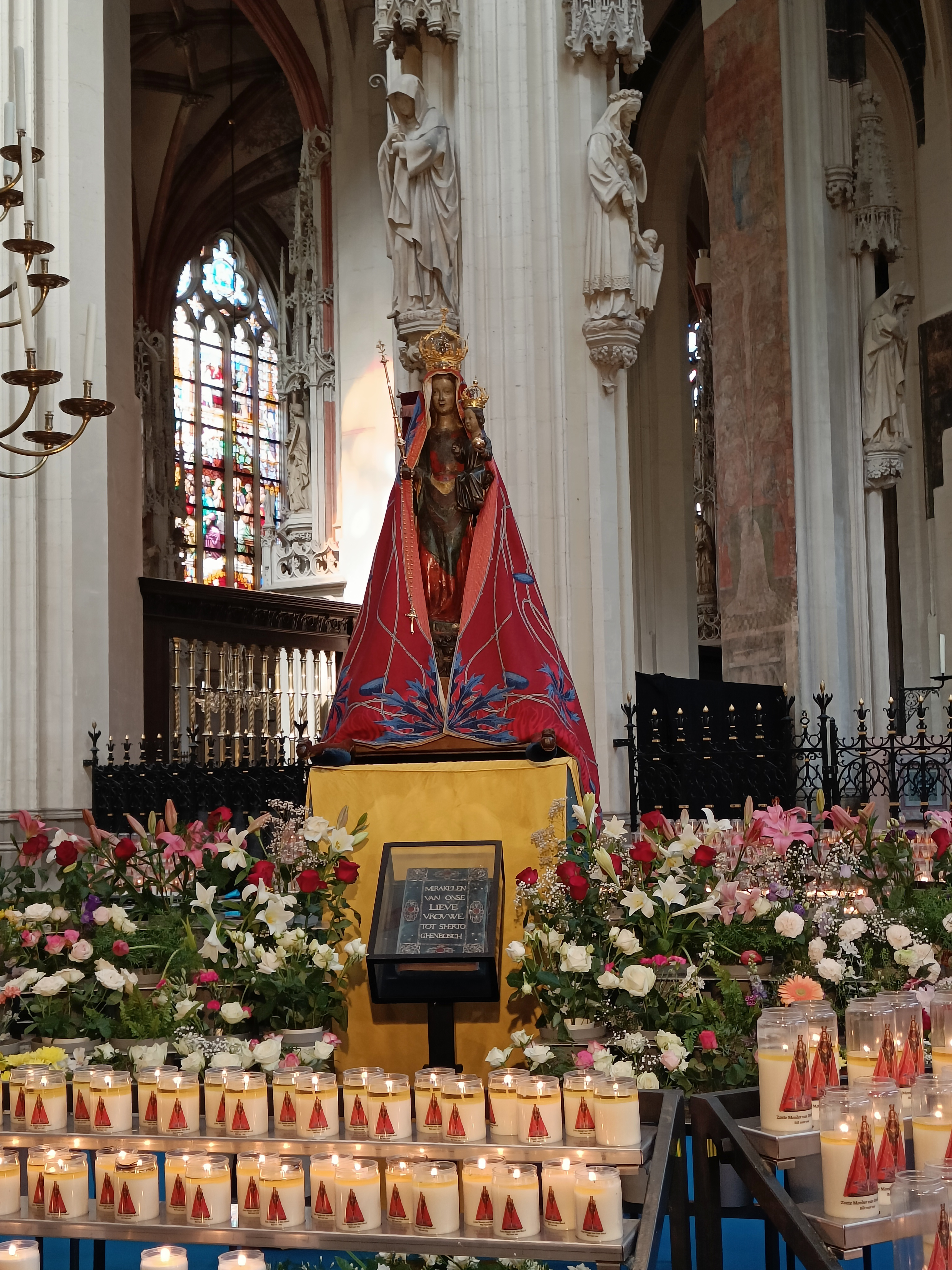
Het beeld van de Zoete Lieve Vrouw in de meimaand

Op grond van de stijve vorm en frontale houding wordt vermoed dat het eikenhouten Mariabeeld tussen 1270 en 1310 is gemaakt. Het is ongeveer een meter hoog en stelt Maria voor met Christus op de linkerarm. De gewoonte om beelden aan te kleden dateert uit de vijftiende eeuw en resulteerde in het wegsnijden van het oorspronkelijk bijgesneden gewaad. Wel is de overgebleven beschildering nog origineel, een groen kleed over een rode tuniek voor Maria, met sporen van rozetten, zonnen en adelaars, en rode manchetten bij het kind. Het gebrek aan sierlijkheid is vermoedelijk de oorzaak van de aanvankelijk geringe waardering, omdat de Franse gotiek vanaf einde veertiende eeuw een slanker en sierlijker Mariavoorstelling in de mode bracht.

### Koorbanken

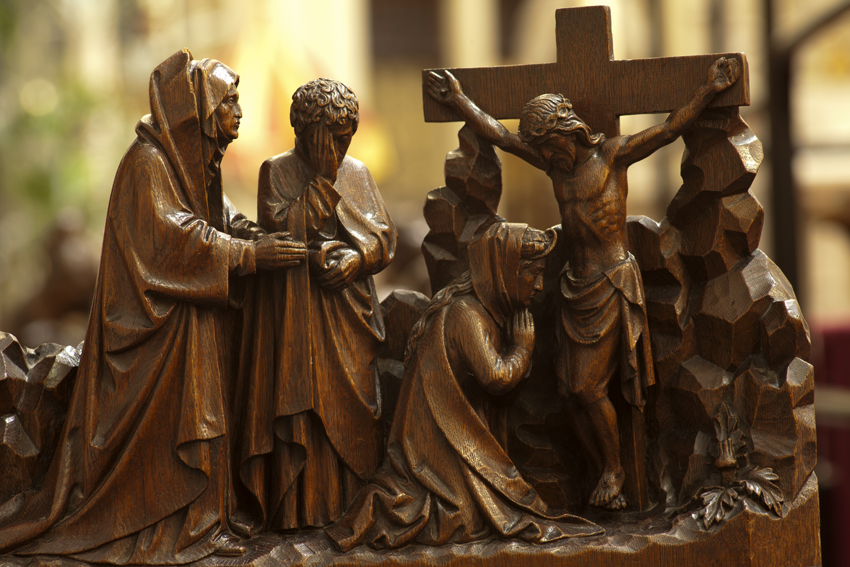
Detail koorbank op het hoogkoor

Halverwege de vijftiende eeuw, niet lang na het
hoogkoor zelf, werden de kanunnikenbanken die de noord- en zuidkant van het hoogkoor beslaan, gemaakt. Hoewel de makers onbekend zijn, geven stijlverschillen in het laatgotische snijwerk aanleiding voor de datering circa 1430 tot 1460. Dit snijwerk werd van 1877 tot 1881 gerestaureerd door beeldhouwer Hendrik van der Geld, die in stijl ook nieuwgesneden stukken toevoegde. Wel zijn de misericordes verdwenen, die vaak een bijzonder onderdeel van dergelijk gestoelte waren. Tussen 1567 en 1570, kort nadat de Sint Jan tot kathedraal was aangewezen, werd een gedeelte van de banken verwijderd om een bisschopszetel te plaatsen. Het houtsnijwerk van de bovenste banken aan de noordzijde verbeeldt Het Laatste Oordeel, met bovenaan Christus die geflankeerd wordt door Maria en Johannes de Doper, die genade voor de mensheid proberen af te smeken. Onder een afbeelding van Christus is de Opstanding der Doden aan het einde der tijden te zien. Het hoogkoor met de koorbanken is niet vrij toegankelijk en kunnen alleen tijdens een rondleiding bezichtigd worden.

### Doopvont
De doopvont is 'een meesterwerk van laat-gotische siersmeedkunst'. In oktober 1492 geleverd door de Maastrichtse kopergieter Aert van Tricht, is de doopvont gesigneerd met een afbeelding van de stedemaagd van Maastricht in de voet gegraveerd. In haar linkerhand houdt zij een schild met het Maastrichtse stadswapen en in de rechterhand een banderol met een - in de loop der jaren weggesleten - tekst. De doopvont is een ruime kuip op een korte brede stijl die overgaat in een voet met zes figuren in middeleeuwse kledij die de kuip lijken te dragen. Deze figuren zijn blind, kreupel of anderszins gebrekkig en verwijzen naar het vijfde hoofdstuk van het Evangelie volgens Johannes waarin een menigte zieken bij het bad Bethesda op genezing wacht, namelijk door als eerste het water te betreden nadat een engel het in beweging bracht. Het deksel heeft een hoge, opengewerkte bekroning. De figuren kunnen dus worden gezien als 'een symbolische verwijzing naar dat deel van de mensheid dat nog wacht op de verlossing door de Goddelijke genade.'

#### Deksel
Op het deksel bevindt zich een gezond ogende figuur, omringd door de symbolen voor de vier evangelisten: adelaar (Johannes), engel (Mattheus), leeuw (Marcus) en rund (Lucas), die aangeven dat hij net als 'iedereen die het doopsel ontvangt, zijn genezing heeft te danken aan het Goddelijk woord.' Christelijke symbolen zijn ook in de rest van het deksel te vinden, waarbij de Doop van Christus in de Jordaan de kernvoorstelling is die verwijst naar de aanvang van ieders leven als christen met het doopsel. Hoger op het deksel staan drie beschermheiligen, Sint Jan de Evangelist, Maria, en Sint Lambertus: de eerste twee zijn de patroonheiligen van deze kerk en de derde is patroonheilige van het bisdom Luik, waaronder Den Bosch viel in de tijd dat de doopvont gemaakt werd. Boven deze drie is God zelf afgebeeld met tiara en een wereldbol om te tonen dat hij over de mensheid heerst. Als bekroning van dit geheel is er een pelikaan die zijn jongen voedt met eigen bloed: 'symbool voor de christelijke heilsboodschap, dat Christus zijn leven offerde voor de redding van de mensheid.' Al deze voorstellingen zijn van koper en om het zware deksel op te kunnen tillen is het met een draagstang verbonden met een ijzeren, weelderig versierde hefkraan uit dezelfde tijd als de doopvont zelf, maar waarschijnlijk gemaakt door een Bossche smid.

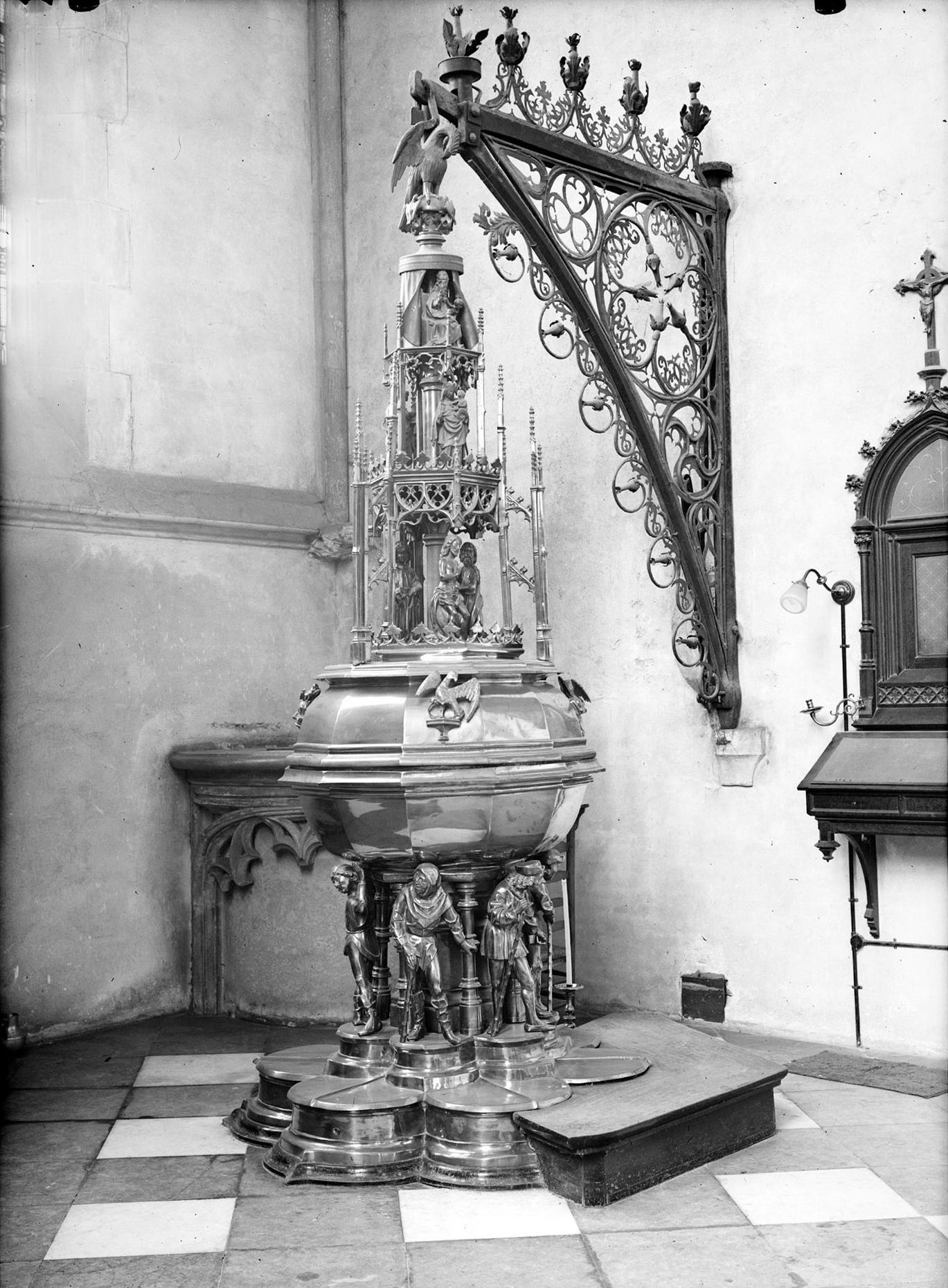
De doopvont uit 1492 door Aert van Tricht, met de zes gebrekkigen als voetstuk en God in de top van de meerledige voorstelling op het deksel.
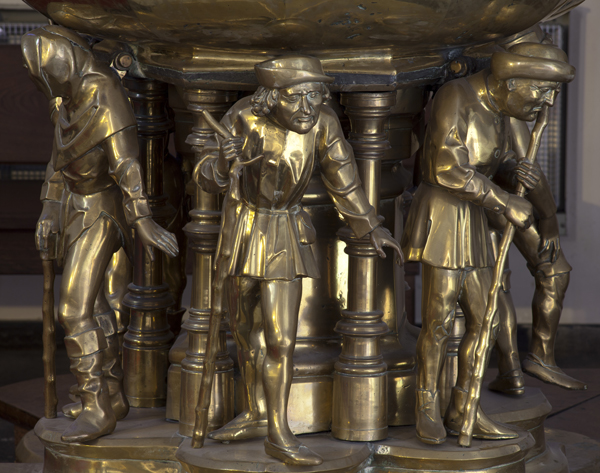
Doopvont, detail van voetstuk met de zes gebrekkigen.
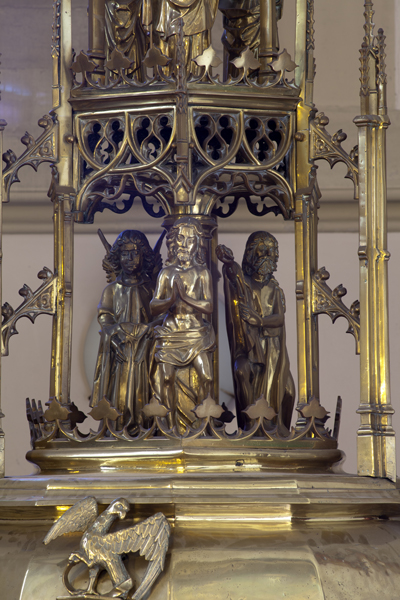
Doopvont, detail van deksel

### Het Lijdensaltaar

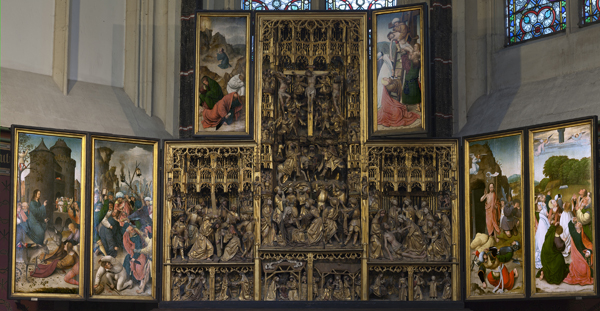
Lijdensaltaar

Dit Passieretabel uit circa 1500 is het werk van meerdere kunstenaars uit een Antwerps atelier. Het retabel van houtsnijwerk met geschilderde panelen heeft het lijdensverhaal van Jezus Christus als hoofdthema. In de drie kasten zijn de Kruisdraging, de Kruisdood en de Bewening van Christus te zien. De linkerkast toont de door soldaten en beulen omringde Christus die zijn kruis torst, tegelijkertijd getroost door Veronica die het bloed en zweet van zijn gelaat wegwist met een doek. De middenkast toont de gekruisigde Christus met de traditionele elementen, geflankeerd door twee misdadigers en soldaten te paard, waarvan een hem een van azijn verzadigde spons aanbiedt en de ander zijn zijde met een lans belaagt. Daaronder, te midden van de mensenmassa, wordt Maria ondersteund door Johannes en enkele medelijdende vrouwen. In de rechterkast, te midden van treurende vrouwenfiguren, weent Maria na de kruisafname over het stoffelijk overschot van haar zoon, daarbij gadegeslagen door Johannes, Nikodemus en Jozef van Arimathea. Achter Maria knielt Maria Magdalena, met aan haar voeten een vat balsemolie.
Onder deze kasten is in zes kleinere taferelen het verhaal van de geboorte en jeugd van Christus te zien, links twee scènes van vóór de geboorte, de Annunciatie waarbij een engel Maria over haar aanstaande moederschap inlichtte, en de Visitatie, Maria's bezoek aan haar nicht Elisabet die evenzo zwanger was. De twee middelste taferelen betreffen de stal in Bethlehem met de geboorte en de aanbidding der wijzen. De twee rechter taferelen, ten slotte, stellen de Vlucht naar Egypte en de Heilige Familie voor.

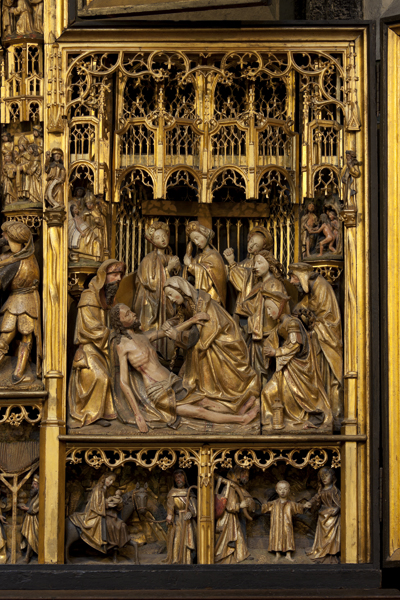
Detail Lijdensaltaar
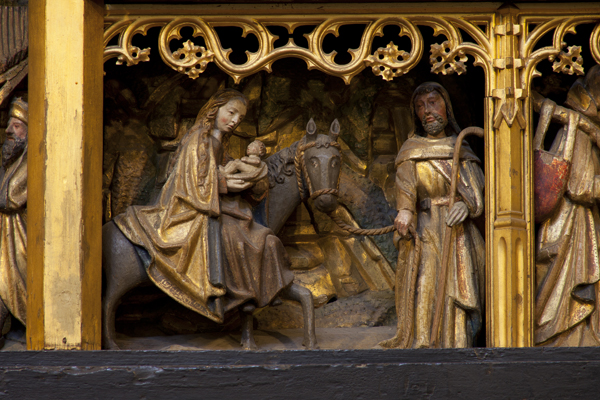
Lijdensaltaar detail

#### Geschilderde panelen
Het retabel is voorzien van zes panelen die aan weerszijden beschilderd zijn. In geopende toestand tonen deze panelen taferelen uit het Lijdensverhaal, met links de intocht in Jeruzalem en de gevangenneming van Christus, boven het Gebed in de Hof van Olijven en de Kruisafneming, en rechts de Opstanding en de Hemelvaart. In gesloten toestand toont het altaar taferelen uit het openbare leven van Jezus, waaronder de Bekoring in de Woestijn, de Bruiloft te Kana en de Opwekking van Lazarus. Het altaar in gesloten toestand is te zien gedurende de veertigdagentijd.
De makers van het altaarstuk zijn onbekend; wel wijzen merktekens uit dat het in een Antwerps atelier moet zijn vervaardigd.

### Preekstoel

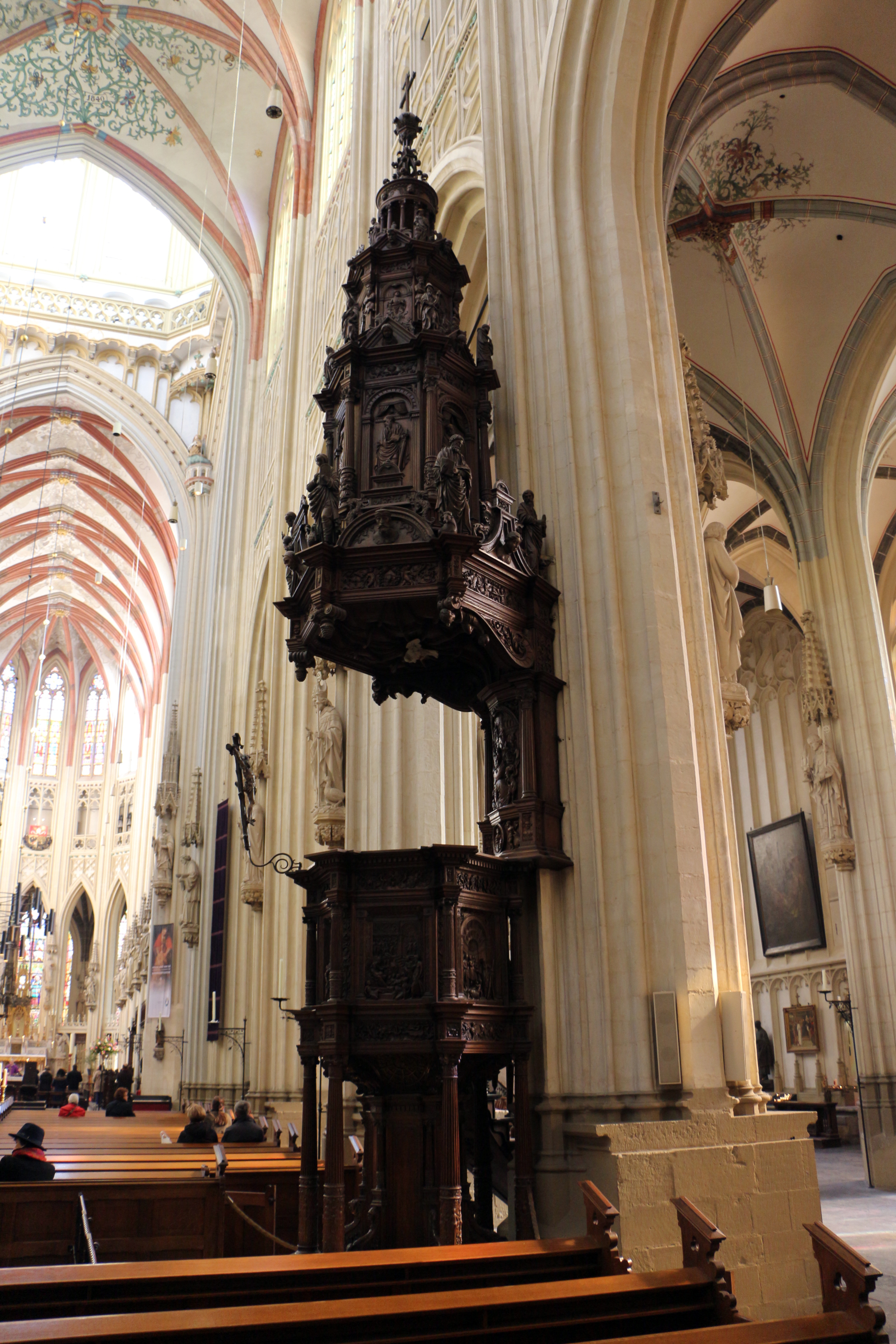
Preekstoel

Wanneer de preekstoel werd geïnstalleerd, is slechts bij benadering bekend: in een testament uit 1541 is een bedrag gereserveerd 'tot behoeff van eenen nyeuwen predickstoel' en de stoel zelf wordt genoemd in ooggetuigeverslagen van de beeldenstorm uit augustus 1566. Dat kan alleen het onderste gedeelte betreffen, want de kuip, het klankbord met het baldakijn erboven zijn na de beeldenstorm door een andere, niet geïdentificeerde kunstenaar gemaakt.
De preekstoel beantwoordt aan de kunstzinnige uitgangspunten van de renaissance en beeldt dus een geïdealiseerde werkelijkheid af. Zes korinthische zuiltjes torsen de kuip en tussen de parallelzuiltjes op de hoeken zijn 'prachtig gesneden reliëfs' aangebracht, met niet alleen redes uit het Nieuwe Testament, waaronder de Bergrede en Paulus op de Areopaag te Athene, maar ook de geloofsverkondigingen van Petrus, Andreus en Johannes de Doper. De renaissancistische periode verraadt zich in de friezen erboven en eronder, die ter versiering onmiskenbaar wereldse taferelen laten zien, zoals een rij kinderen, naakte mannen in gevecht en bacchanten in optocht. De voorkeur voor klassieken is ook aan andere onderdelen van de kuip af te lezen, waar mythologische figuren zijn verwerkt als saters en griffioenen. Ook verraden sommige taferelen van de preekstoel de aandacht voor perspectief die in de renaissance opkwam.
Ook het verbindingsstuk tussen kuip en baldakijn is een gesneden paneel en daarop is te zien hoe Sint Jan de Evangelist, de kerkpatroon, in kokende olie gefolterd wordt, omringd door beulen die het vuur gaande houden. Ook aanwezig is de opdrachtgever voor de foltering, keizer Titus Flavius Domitianus, die met zijn gezelschap het beulswerk gadeslaat.
Ter bekroning is er een zes meter hoge, 'overdadig versierde troonhuif', waarbij opnieuw de geloofsverkondiging het centrale thema vormt. Weergegeven zijn enkele oudtestamentische profeten, opnieuw Johannes de Doper, de vier evangelisten en enkele apostelen, en kerkvaders.

### De orgelkast
Nadat in 1617 een nieuw oxaal was voltooid, begon François Symons, een schrijnwerker uit Leiden, met het maken van de koorgalerij die onder de orgelkast moest komen. Toen hij enkele maanden later klaar was, kon nog niet aan de orgelkast zelf begonnen worden, omdat de afmetingen van het pijpwerk nog niet bekend waren. Nadat een bouwer daarvoor was gevonden, kon Symons de orgelkast gaan maken. De uit Tyrol afkomstige kunstenaar Georg Schysler nam de versiering met 'prachtig houtsnijwerk en vele beelden' op zich. Het duo leverde een bijna twintig meter hoge orgelkast af 'van koninklijke allure, dat wel gerekend wordt tot de mooiste orgelfronten ter wereld.' Slechts twee jaar hadden ze nodig om 'dit hoogtepunt in de houtsnijkunst van de Nederlandse renaissance' te voltooien. Niet alleen draagt de uitbundige decoratie de muziek uit via tal van figuren met bazuin, dwarsfluit, doedelzak, draailier, kromhoorn en vedel, ook zijn er vele klassieke motieven, waaronder kariatiden, saters en hermen. De klok boven in de kast is verbonden met het uurwerk in de toren en dat geldt ook voor de trommel eronder, die elk uur een ronde maakt en de vergankelijkheid symboliseert met zijn afbeelding van de dodendans.

#### Het grote orgel

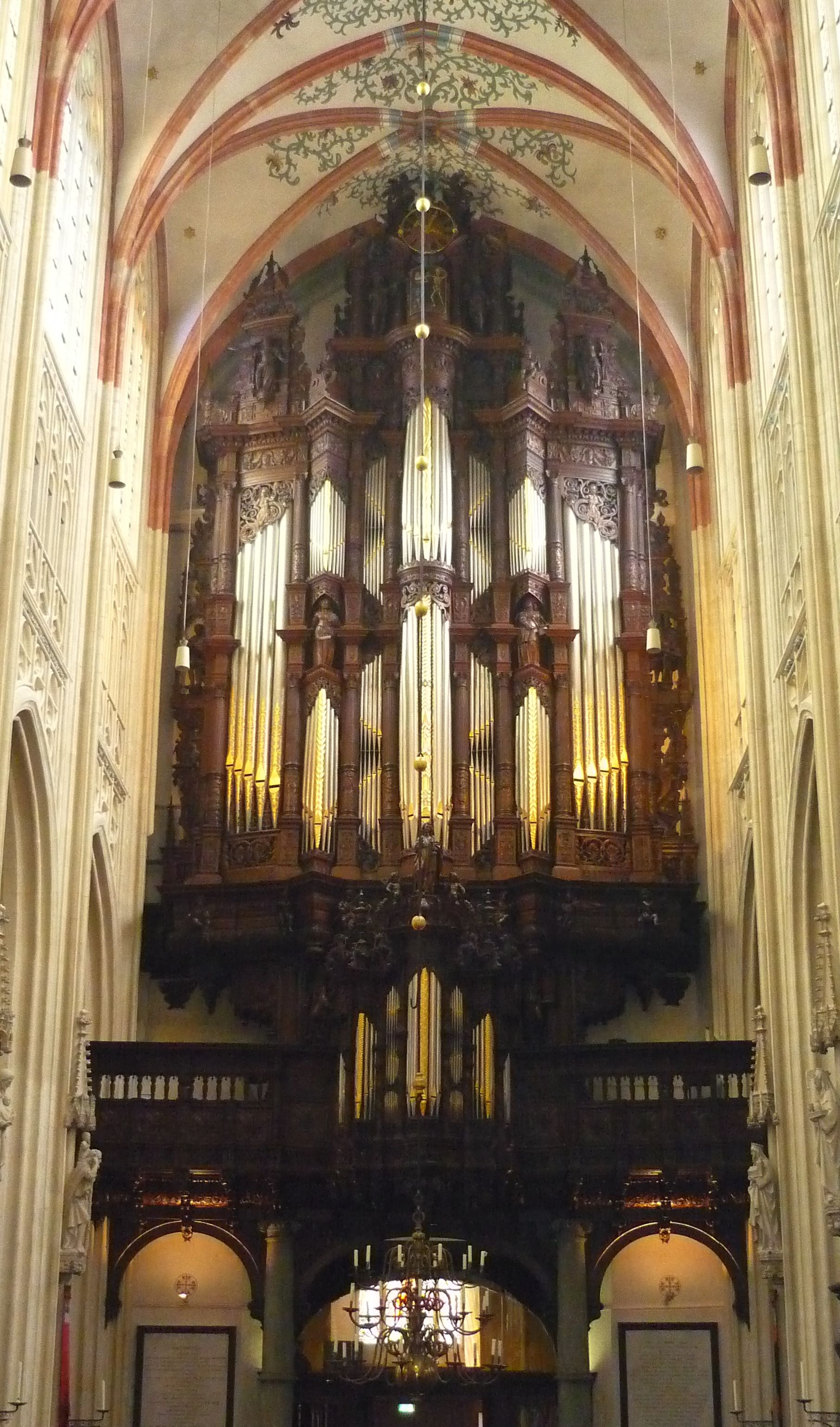
Het grote orgel van de Sint-Janskathedraal

In 1622 leverde de Keulse orgelbouwer Floris II Hocque het orgel af, maar de afronding van zijn opdracht liep vertraging op omdat het niet helemaal aan de muzikale verwachtingen beantwoordde. Uiteindelijk maakte zijn meesterknecht Hans Goltfuss het werk af, maar na het Beleg van 's-Hertogenbosch van 1629 was de kerk gereformeerd geworden en werd het katholieke ontwerp afgekeurd. De bekende orgelbouwers vader en zoon Van Hagerbeer namen de aanpassingen op zich. In de daaropvolgende anderhalve eeuw ging het instrument ondanks reparaties gestaag achteruit, tot in 1784 een uitvoerige restauratie werd uitgevoerd door de uit Nijmegen afkomstige orgelmaker A.F. Heyneman. Hoewel hij het pijpwerk gedeeltelijk behield, resulteerde zijn werk toch in een 'volledig' nieuw instrument, door de vergroting van de omvang van het klavier en uitbreiding van de registers (waarvan enkele van klankkleur verschoten) veranderde het orgel van een laat-renaissance instrument in een '"modern" achttiende-eeuws orgel dat behalve als begeleidingsinstrument ook als concerterend solo-orgel kon fungeren.'

### Glas-in-loodramen
De ramen in het schip zijn voorstellingen van de zeven sacramenten, en van enkele kerkvaders. Deze, alsmede de ramen in de kooromgang en het zuidertransept zijn naar ontwerp van Lambert Hezenmans, uitgevoerd door de Belgische glazenier Jean-Baptiste Capronnier (eind 19e eeuw).

De ramen aan de westzijde en het raam bij het noordertransept werden door granaatinslag bij de bevrijding van 's-Hertogenbosch in oktober 1944 geheel verwoest. Om die reden hebben deze ramen een moderner ontwerp. Het raam bij het noordertransept is het ontworpen Marius de Leeuw in 1966. Het stelt het visioen voor wat Johannes de Evangelist beschrijft in de Apocalyps hoofdstuk 12 de zevenkoppige draak (links), en rechts de Vrouw, gekroond, tronend op de maansikkel.

Het raam in de doopkapel (Doop in de Jordaan), en het raam in de Mariakapel (Adam en Eva) zijn van Pieter Wiegersma (1953).

Het raam in het hoofdportaal is van glazenier Marc Mulders. Het is een voorstelling 'Het laatste oordeel' (2007). Als een detail in het raam is daarin de terroristische aanslag 9/11 2001 op de Twin Towers verwerkt.

### Luchtboogbeelden

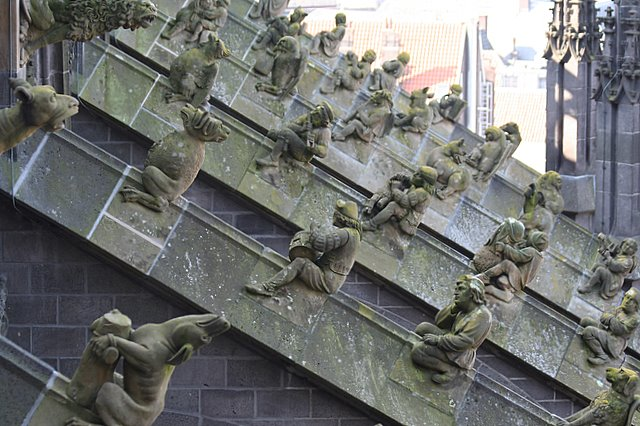
Enkele van de 96 luchtboogfiguren

### De Erwtenman
Aan de noordzijde bevindt zich het
Wimbergreliëf van De Erwtenman. De man trapt een pot met erwten om. Het origineel dateert uit de 14e eeuw, maar dat is inmiddels verdwenen en vervangen. Het beeld is een (ludieke) waarschuwing van een restaurator of beeldhouwer tegen - en een afkeuring van - hoogmoed in het algemeen. Aan het beeld is een sage gehecht, die voor het eerst in de 18e eeuw is opgetekend. In dit verhaal kwam de bouwmeester van de Sint-Jan thuis van zijn werk. Zijn vrouw had groene erwten voor hem gekookt en ze op de stenen vloer neergezet om af te koelen. Toen de bouwmeester de pot zag, trapte hij deze om en riep verontwaardigd: 'Is dit nu de spijs voor eenen man, die daags een braspenning winnen kan?'

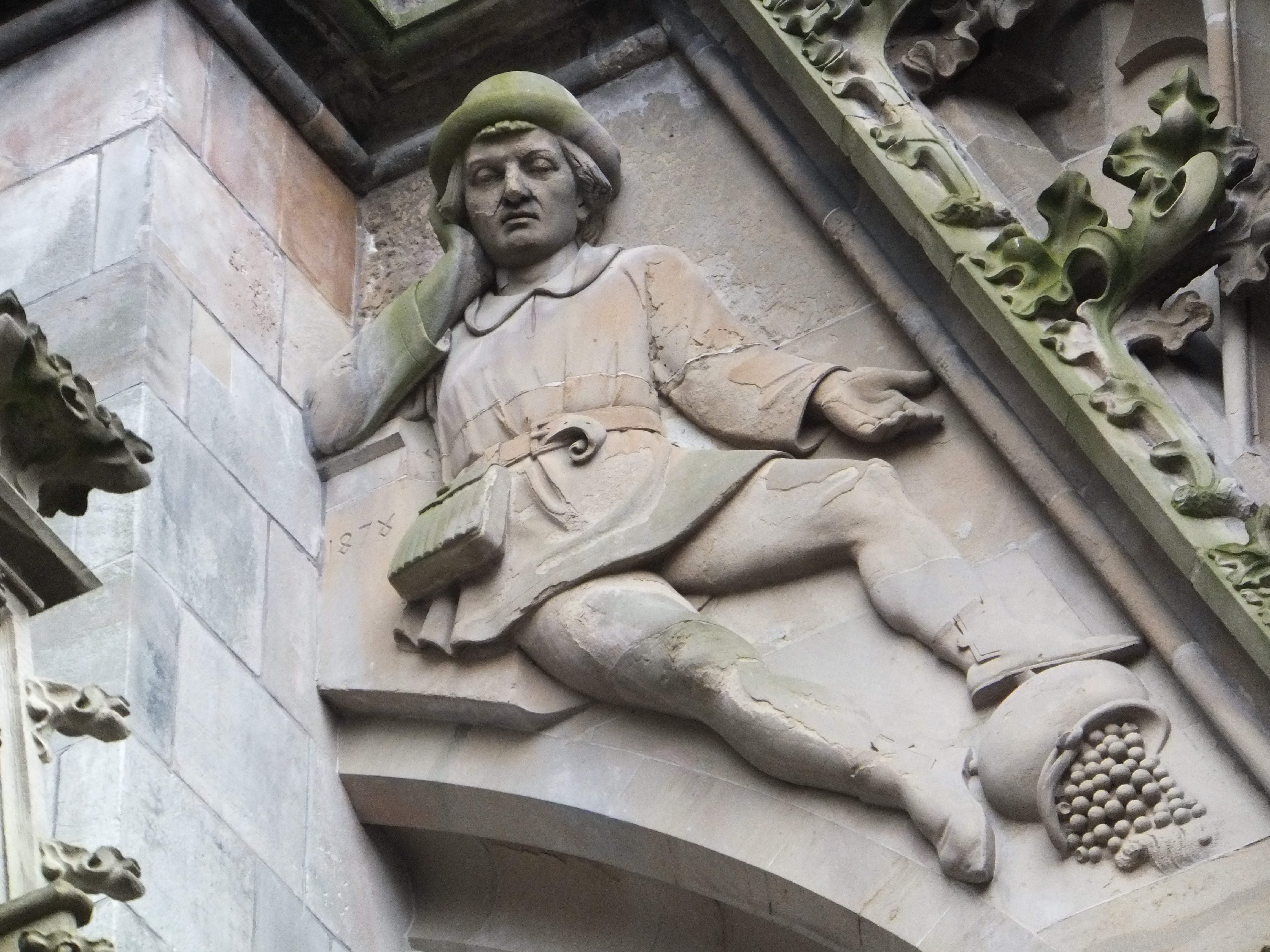
Beeld dat bekendstaat als de erwtenman en waaraan een volksverhaal is verbonden

### Overige bezienswaardigheden

#### Interieur
- Schilderij Verloving van Maria en Joseph, Toegeschreven aan Theodoor van Thulden (1606-1676).
- Schilderij Voorspraak van Christus en Maria bij God de Vader, 1615, toegeschreven aan Abraham Bloemaert
- Schilderij De bewening van Christus door de engelen, toegeschreven aan Thomas Willeboirts Bosschaert
- Het alziend oog, plafondschildering in de middentoren op 41 meter,
- Grafmonument voor bisschop Ghisbertus Masius (†1641), toegeschreven aan Hans van Mildert
- Twee biechtstoelen
- Diversen kapellen zoals de Sacramentskapel en Mariakapel. Aan de kooromgang bevinden zich tien straalkapellen.[26] Dit zijn onder andere de Vincentiuskapel, Heilig Hartkapel, Annakapel, Jozefkapel, Aloysiuskapel en de Gedachteniskapel.
- Een getordeerd baldakijn met gedraaide spits en pinakel boven een heiligenbeeld van Leonardus van Veghel, bij het hoogkoor.

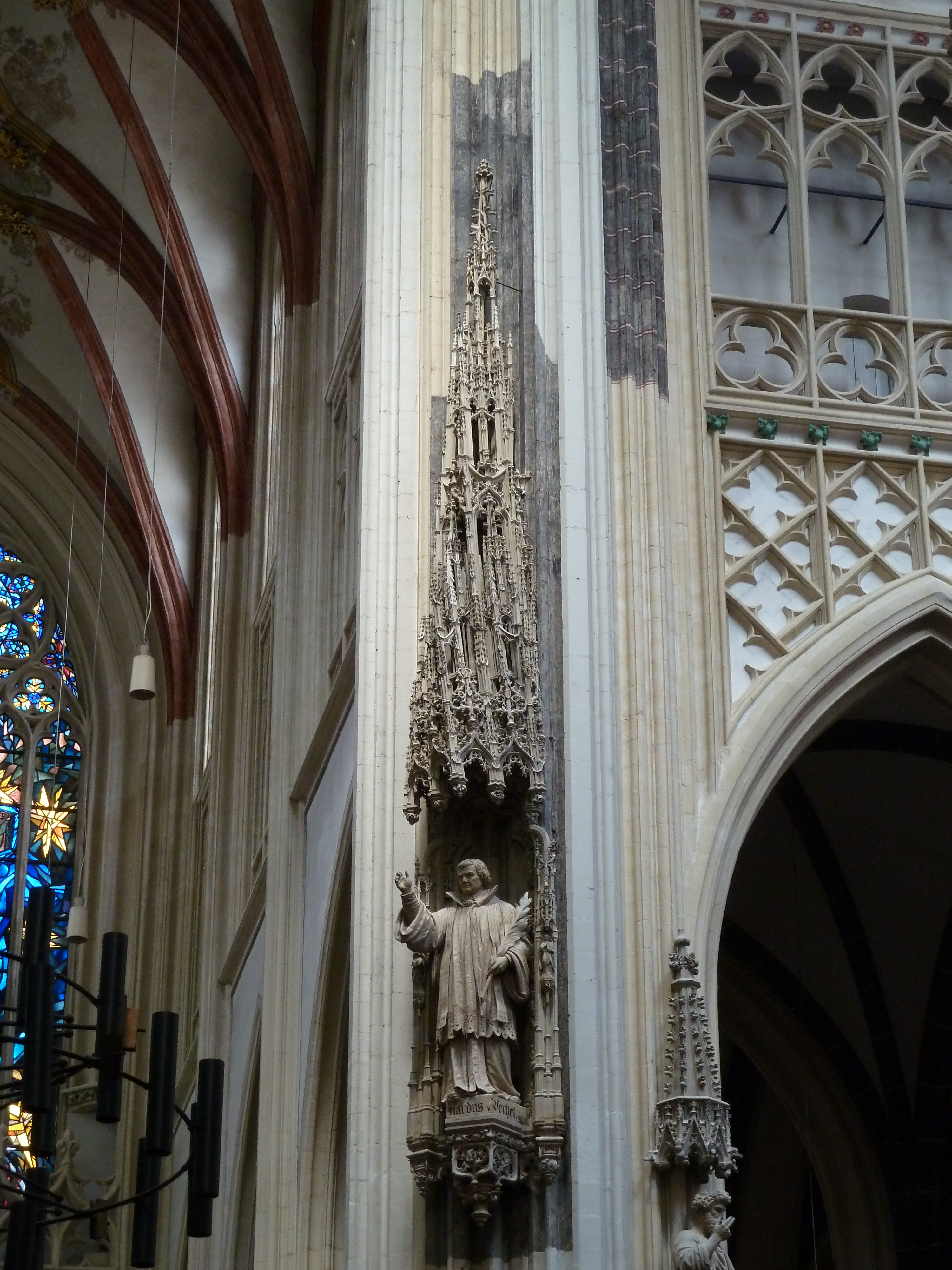
Een getordeerd baldakijn met pinakel boven een heiligenbeeld
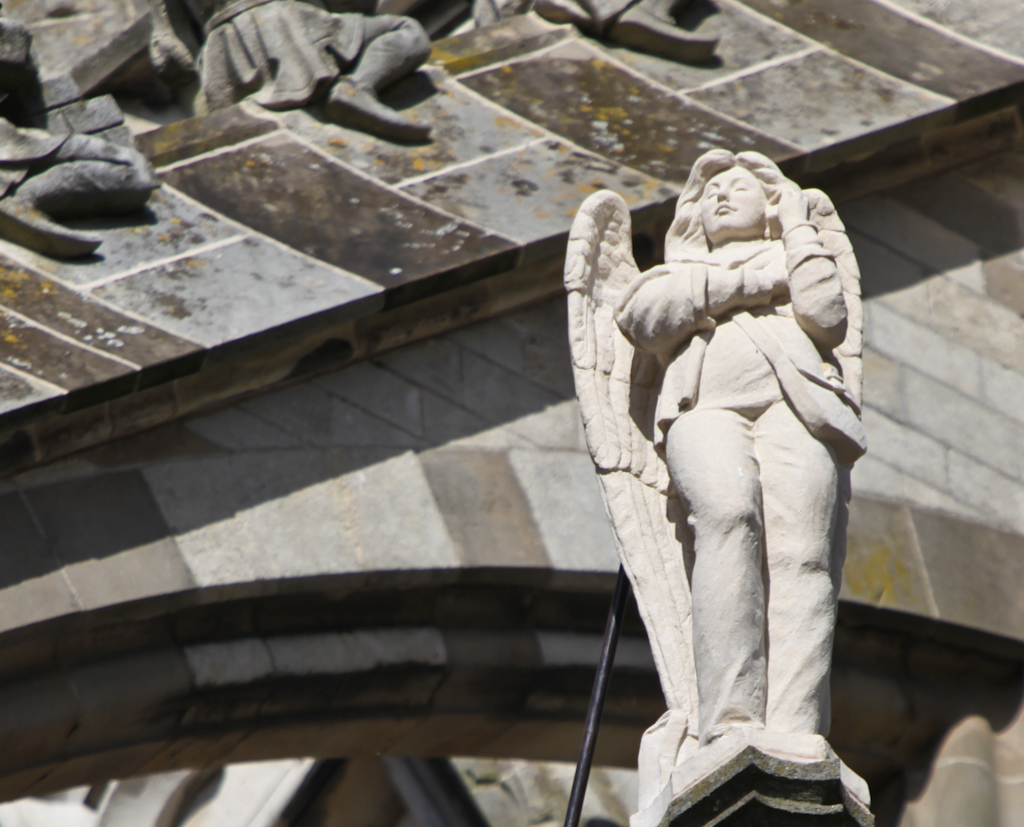
Engel met mobieltje, een beeld van Ton Mooy

#### Exterieur
- Hertogen van Brabant op de luchtboogstoelen rond het koor
- Bij de restauratie van 2011 is op een lege console het beeld Engel met mobieltje van de beeldhouwer Ton Mooy toegevoegd.[27]  Het kerkbestuur van de Sint-Jan gaf de engel een telefoonnummer. Via dat nummer krijgt men informatie over de kathedraal.[28]

## Enkele afmetingen

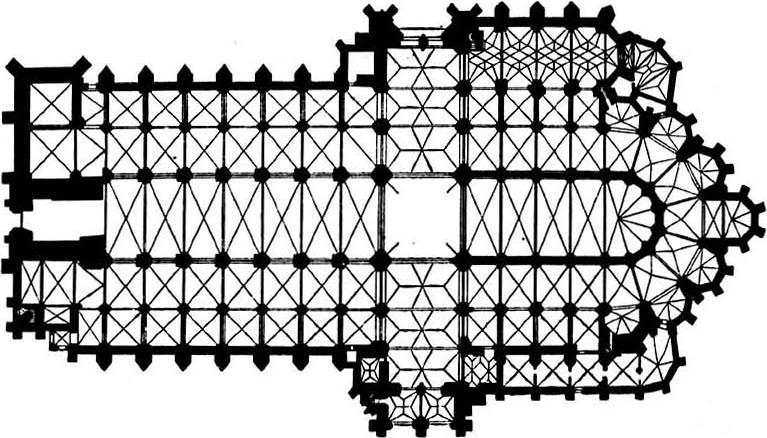
Plattegrond

- De grootste lengte bedraagt 115 meter.
- De lengte van het dwarsschip bedraagt 62 meter.
- De gewelfhoogte in het middenschip bedraagt 29 meter.
- De hoogte van het koepelgewelf bedraagt 41 meter.
- De daknok van het schip ligt 39 meter boven de grond.
- De westtoren is 73 meter hoog.
- De vieringkoepel is 63 meter hoog.

## Kerststal
Van medio december tot medio januari is er een kerststal in de Sint-Janskathedraal. Deze is bekend vanwege zijn jaarlijks veranderende thema, de bijna levensgrote kerstfiguren maar vooral ook door de grote aantallen opgezette dieren afkomstig uit een bijzonder grote eigen collectie.

## Foto- en videogalerij

wapenschild van de Sint Jan
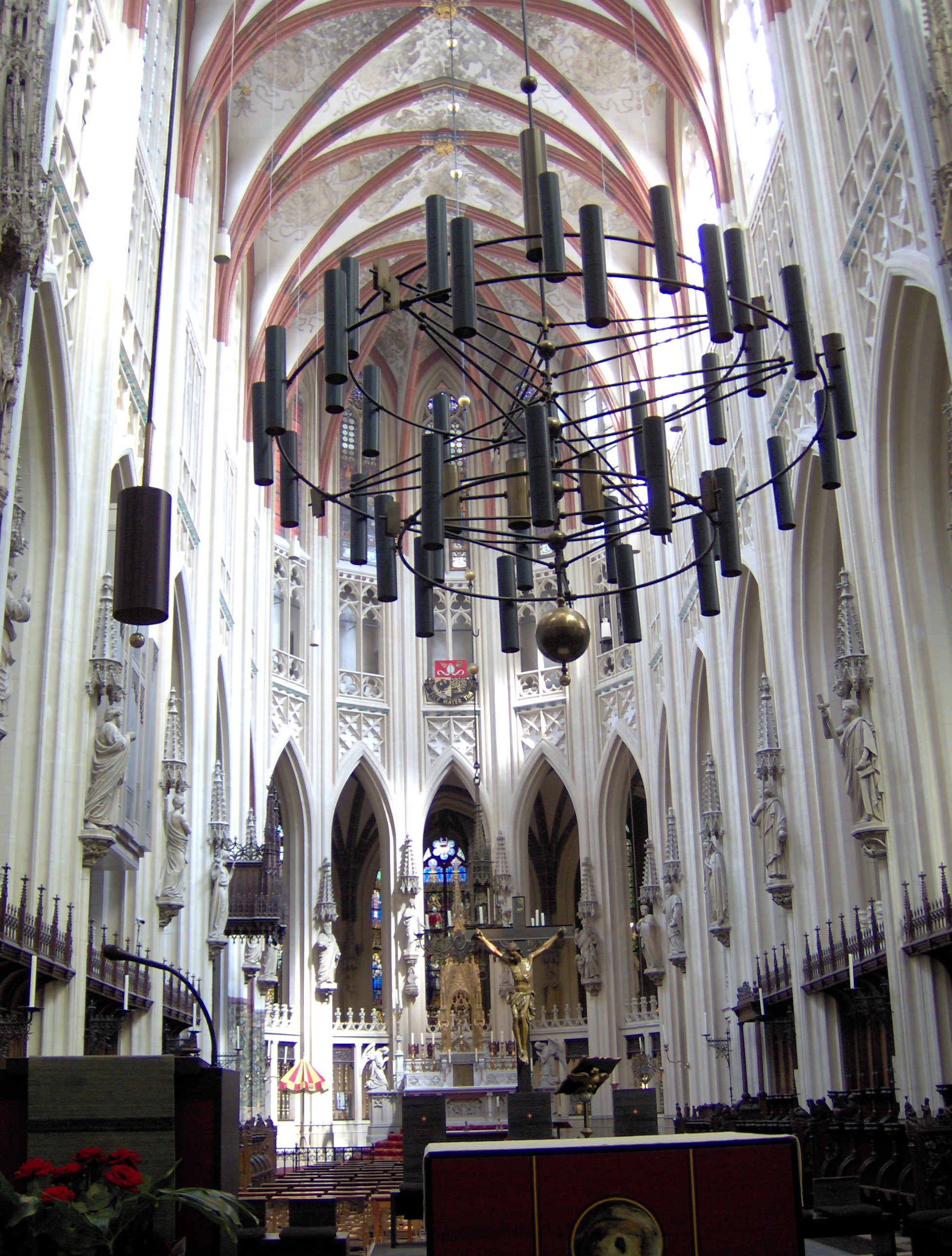
Het koor
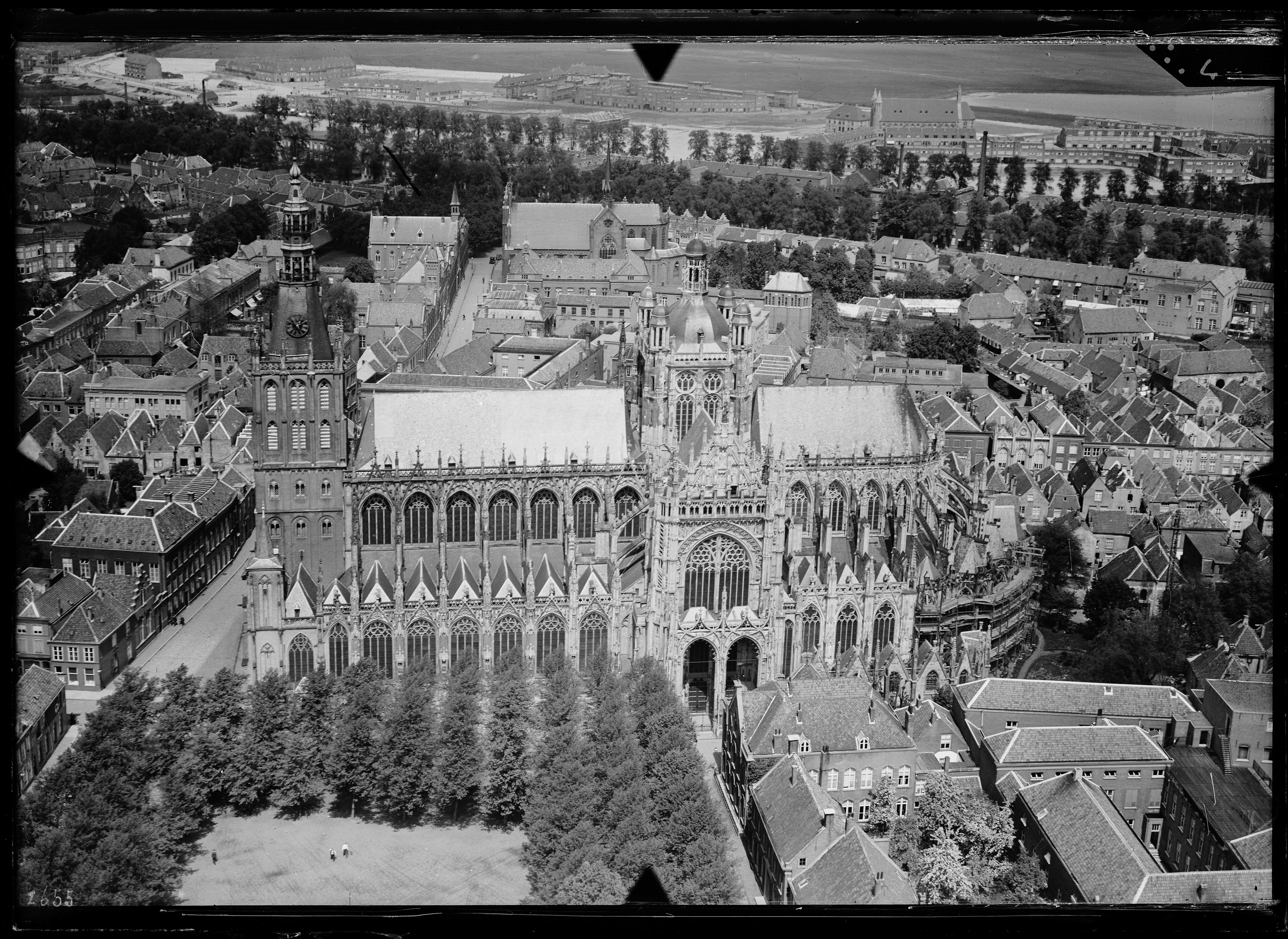
Luchtfoto van de Sint-Janskathedraal (1920-1940).
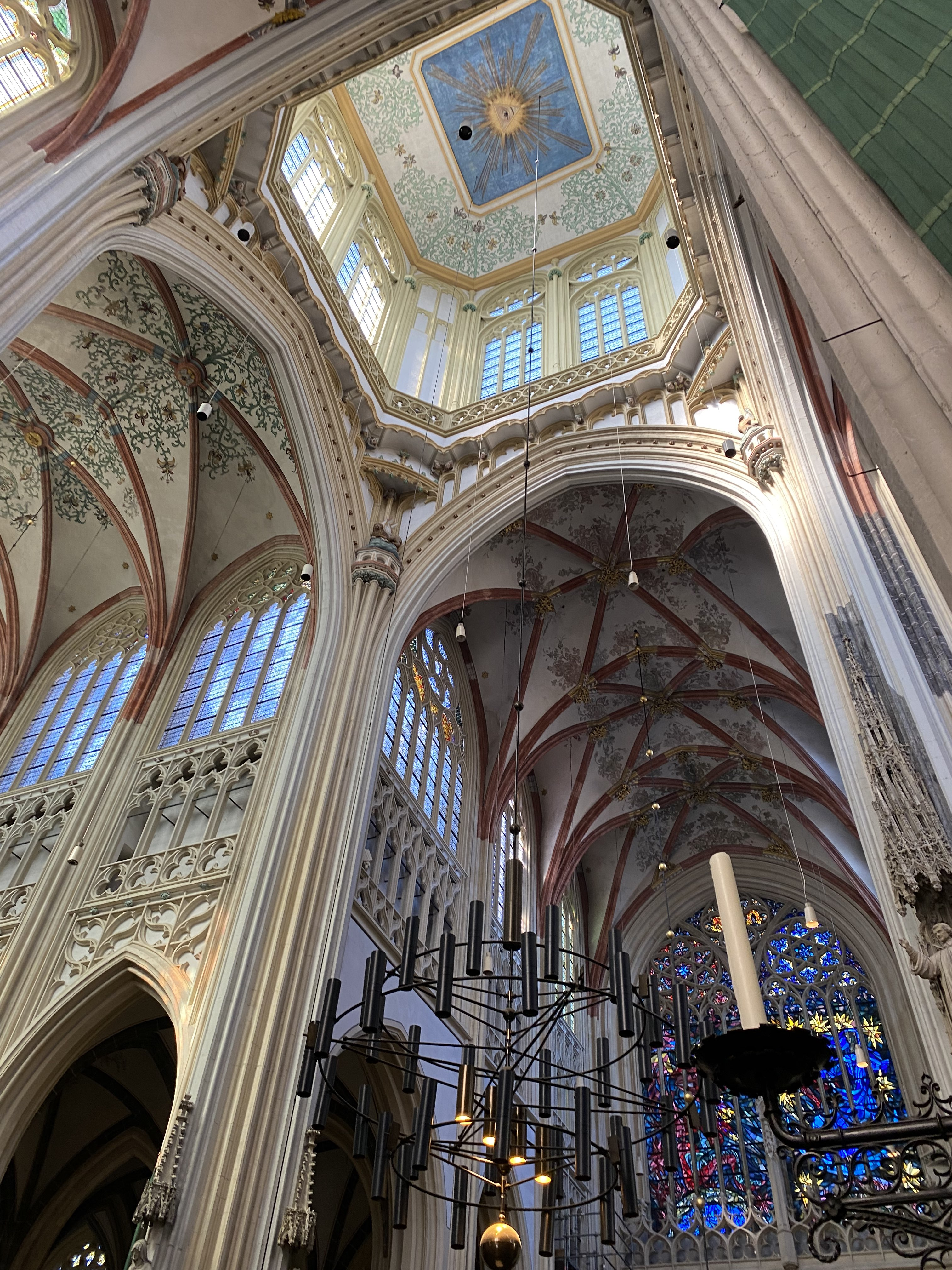
Alziend oog van de Sint-Janskathedraal.
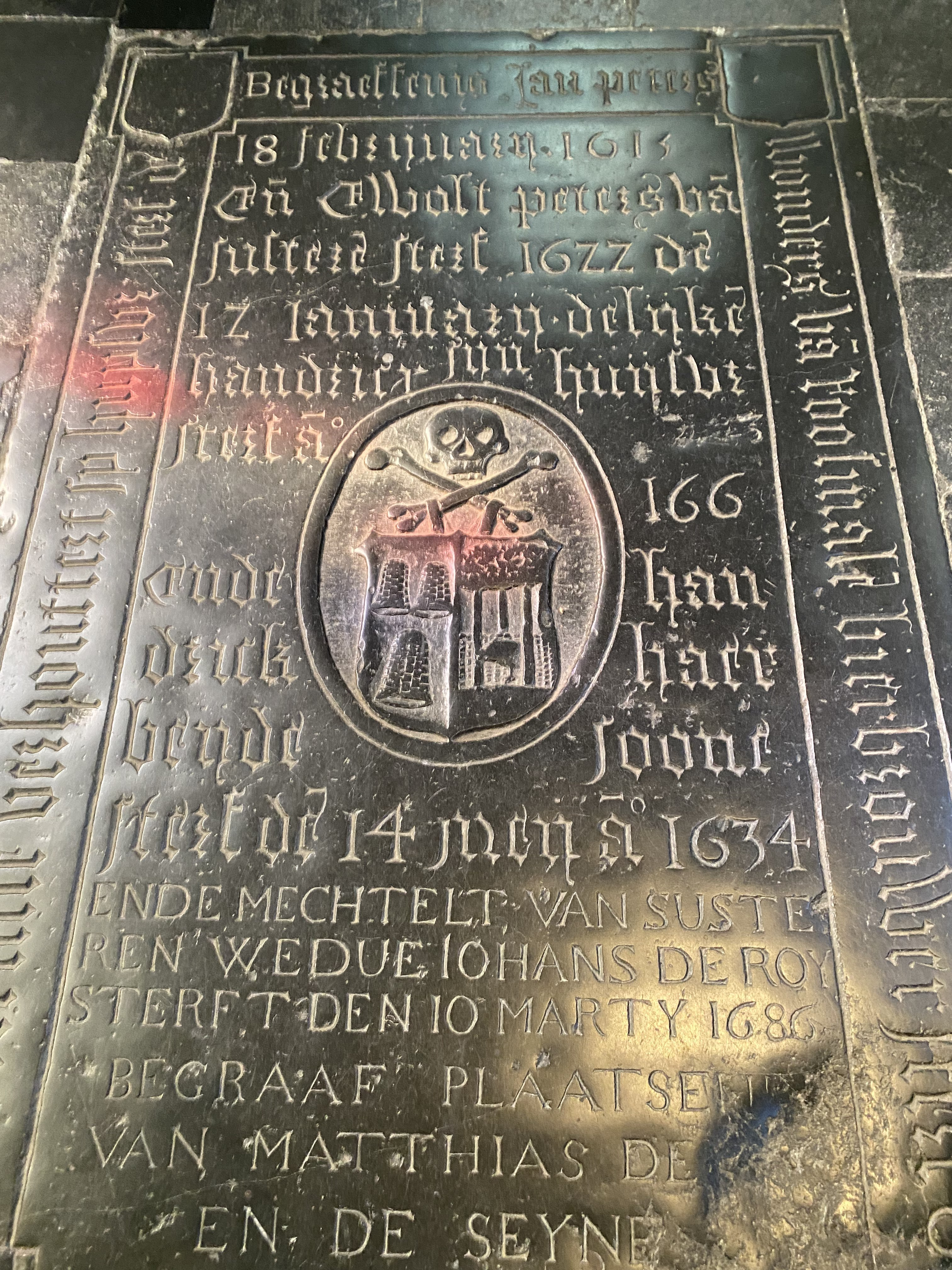
Graftombe liggende ter Sint-Janskathedraal.
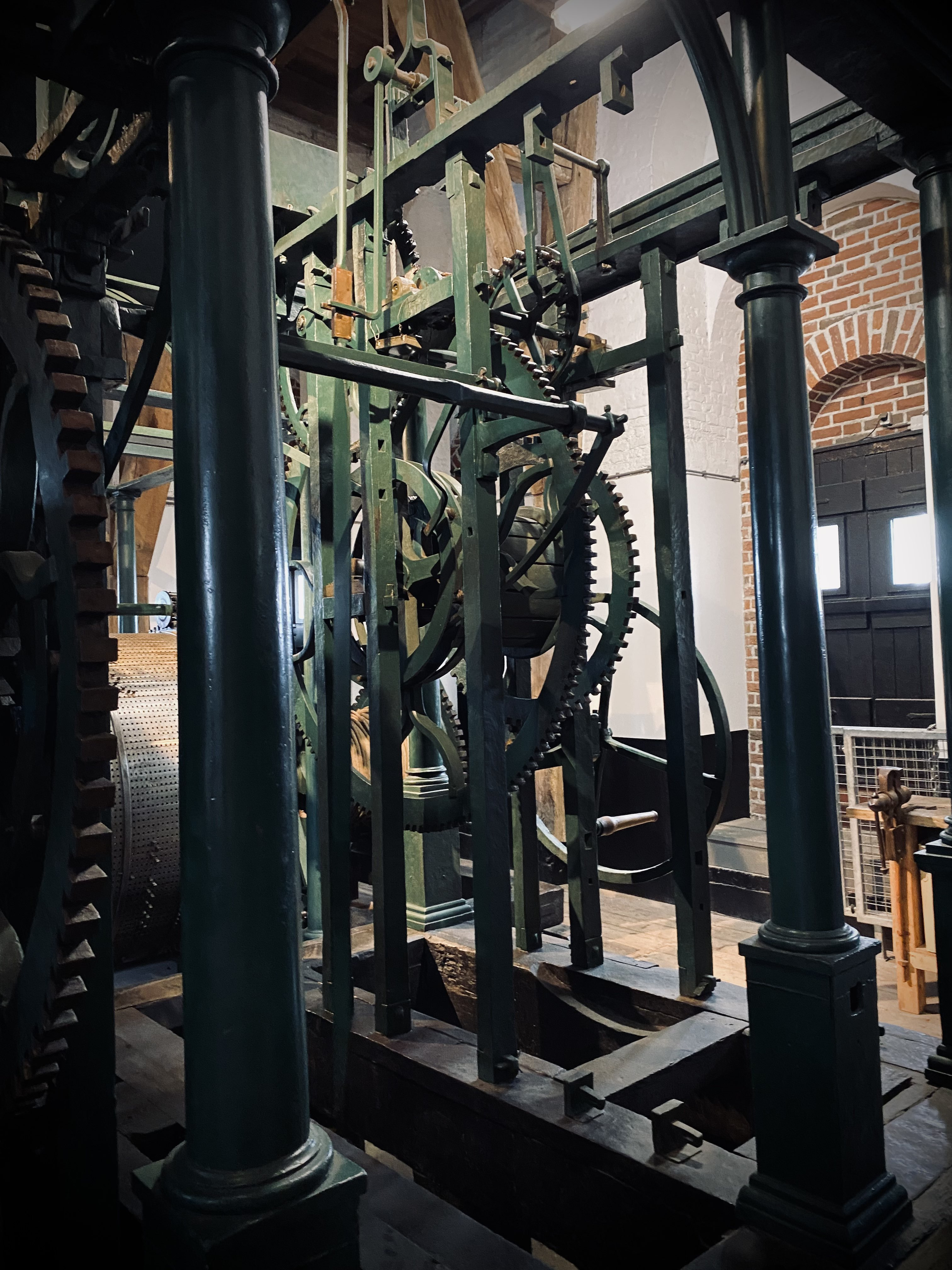
Het originele gietijzeren klokkenspel waaraan de onder-klokken van de grote bellen, slaan om het kwartier een kort spel gereguleerd door groeven in een draaiende (zwevende) draagkatrol.
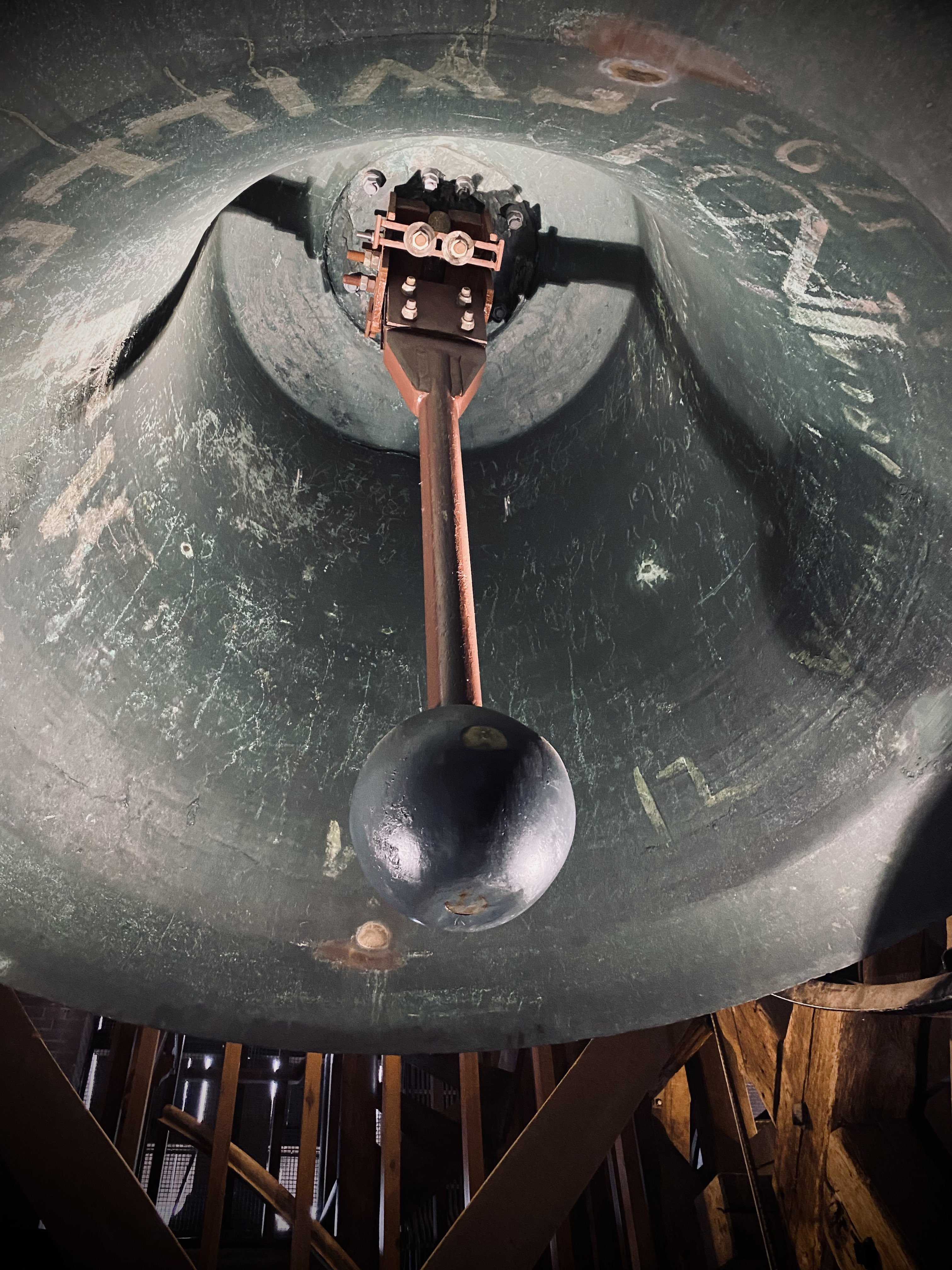
Een grote gietijzeren rouwklok, een van de klokken die meer dan 6 ton weegt. Deze kan manueel geopereerd worden door doorlopende touwen. De rouwklok werd vroeger ook door grote contragewichten (oude kanonslopen met ingegoten lood) in balans gehouden na het luiden van de klok.
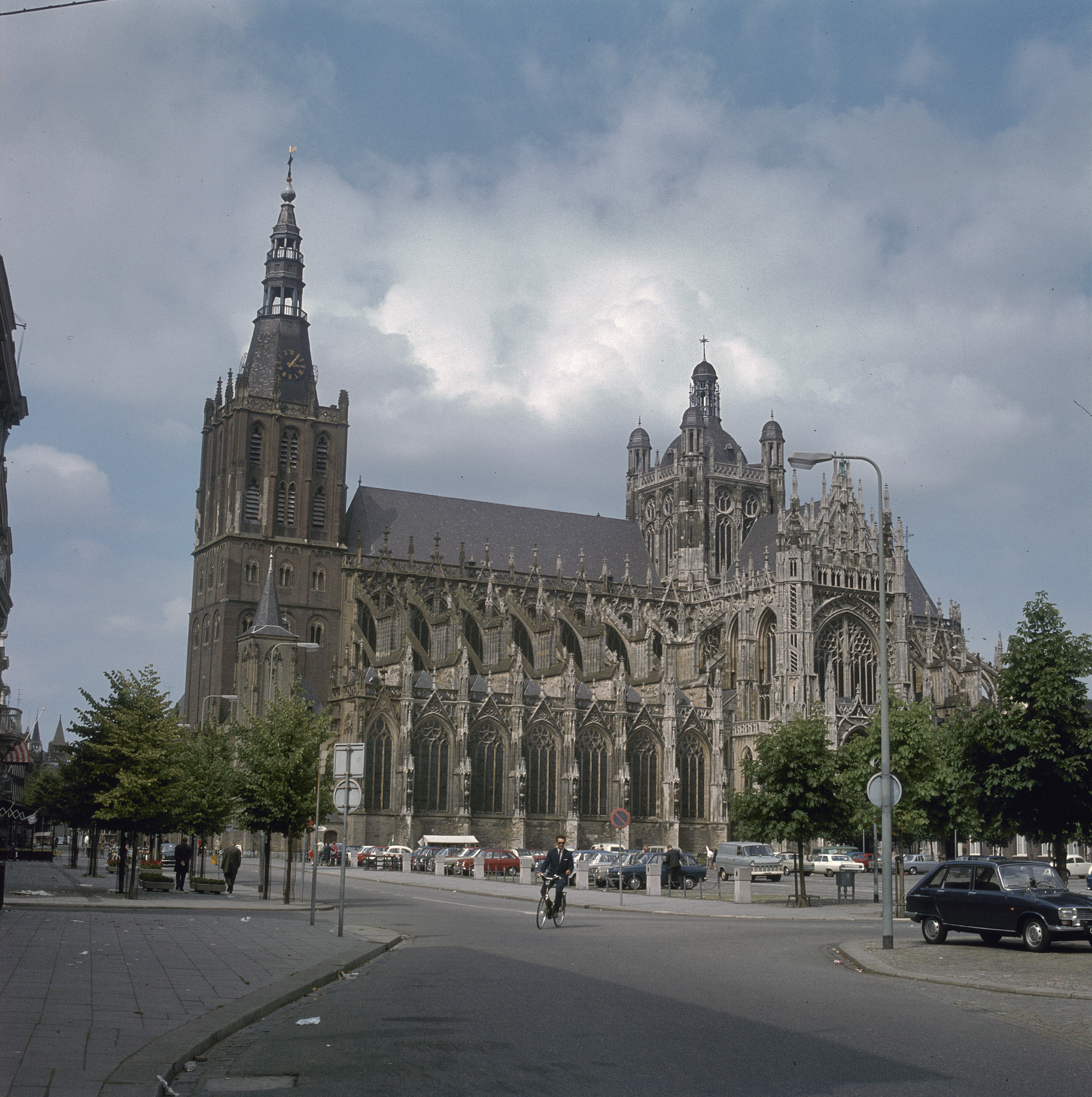
Zuidwestgevel met kerktoren
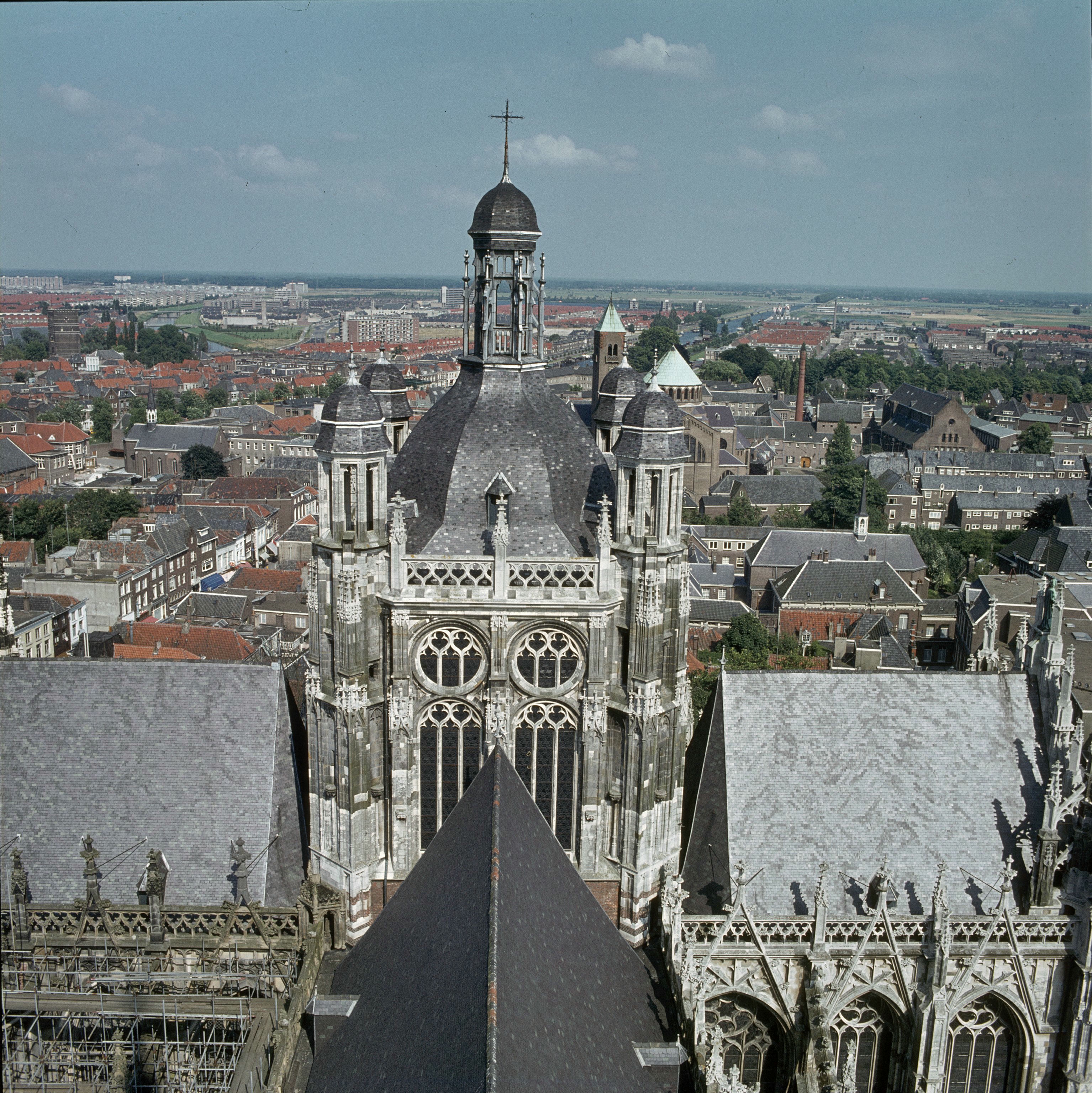
Zicht op de vieringtoren, gezien vanaf de westtoren
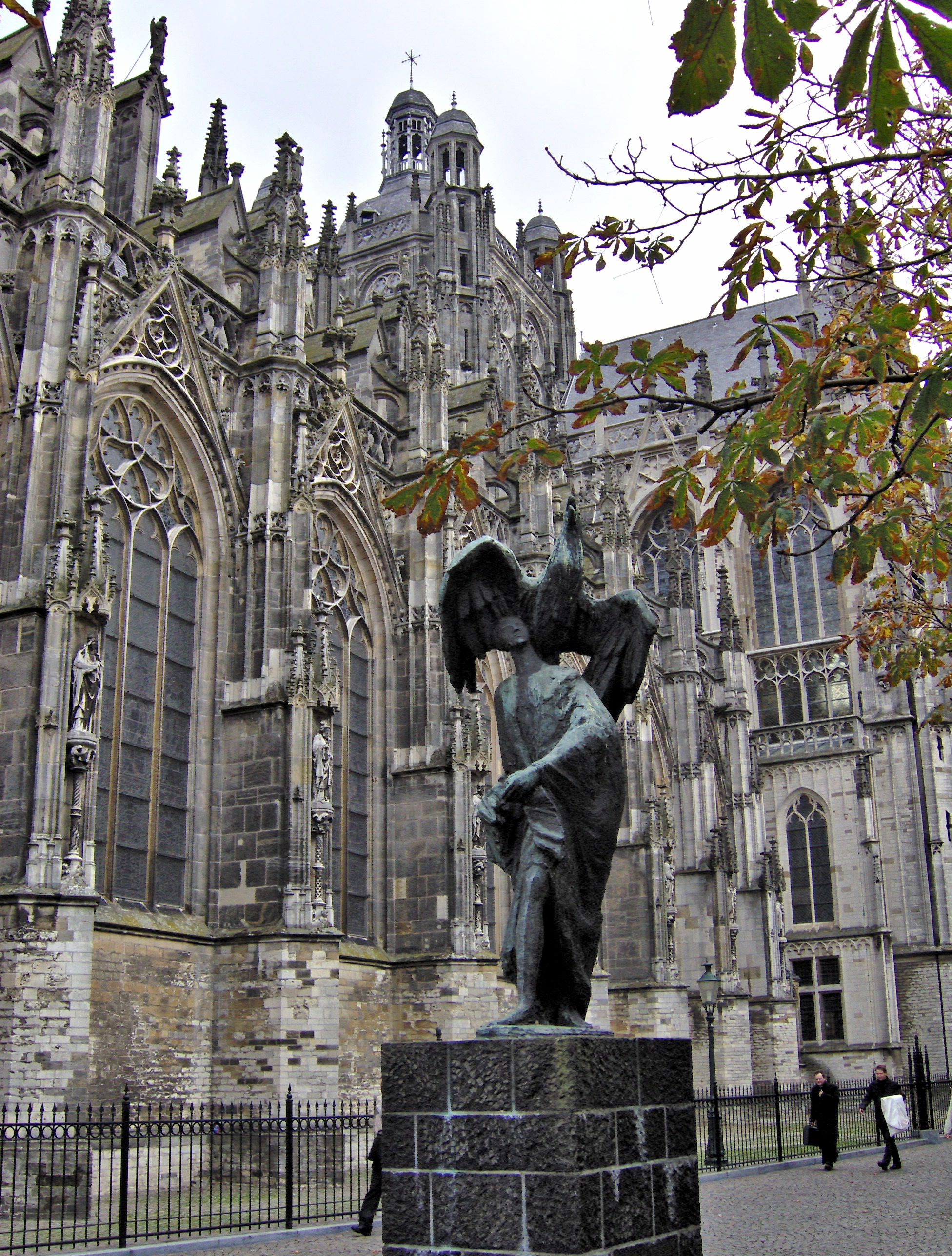
Beeld bij de kruising
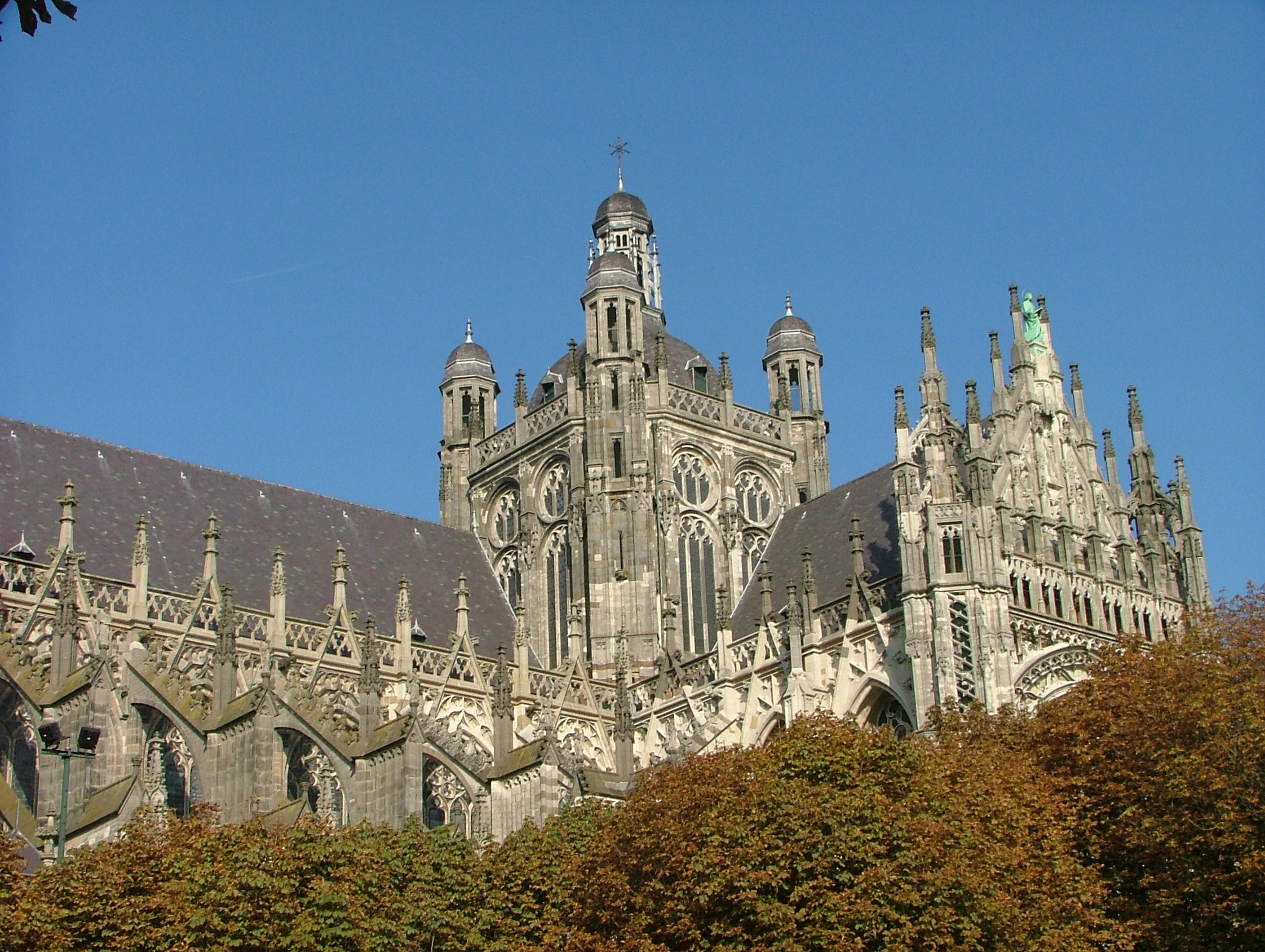
De vieringtoren
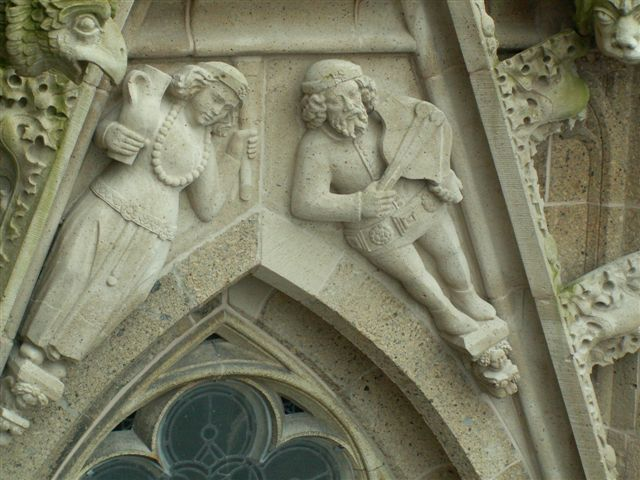
Een van de reliëfs na de huidige restauratie
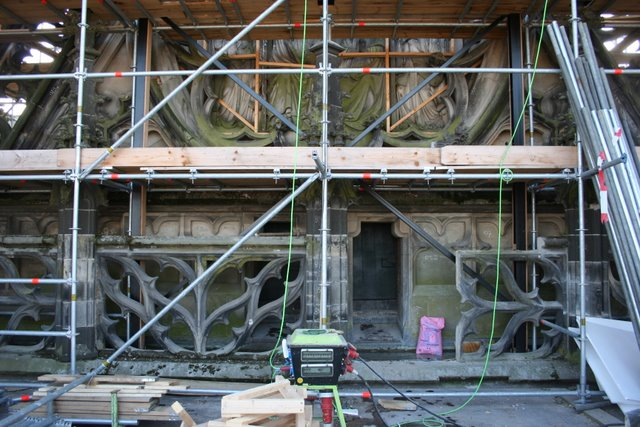
Het complete bovendeel van het noorderportaal is gedemonteerd, van ijzer ontdaan en weer opgebouwd in 2005-2010
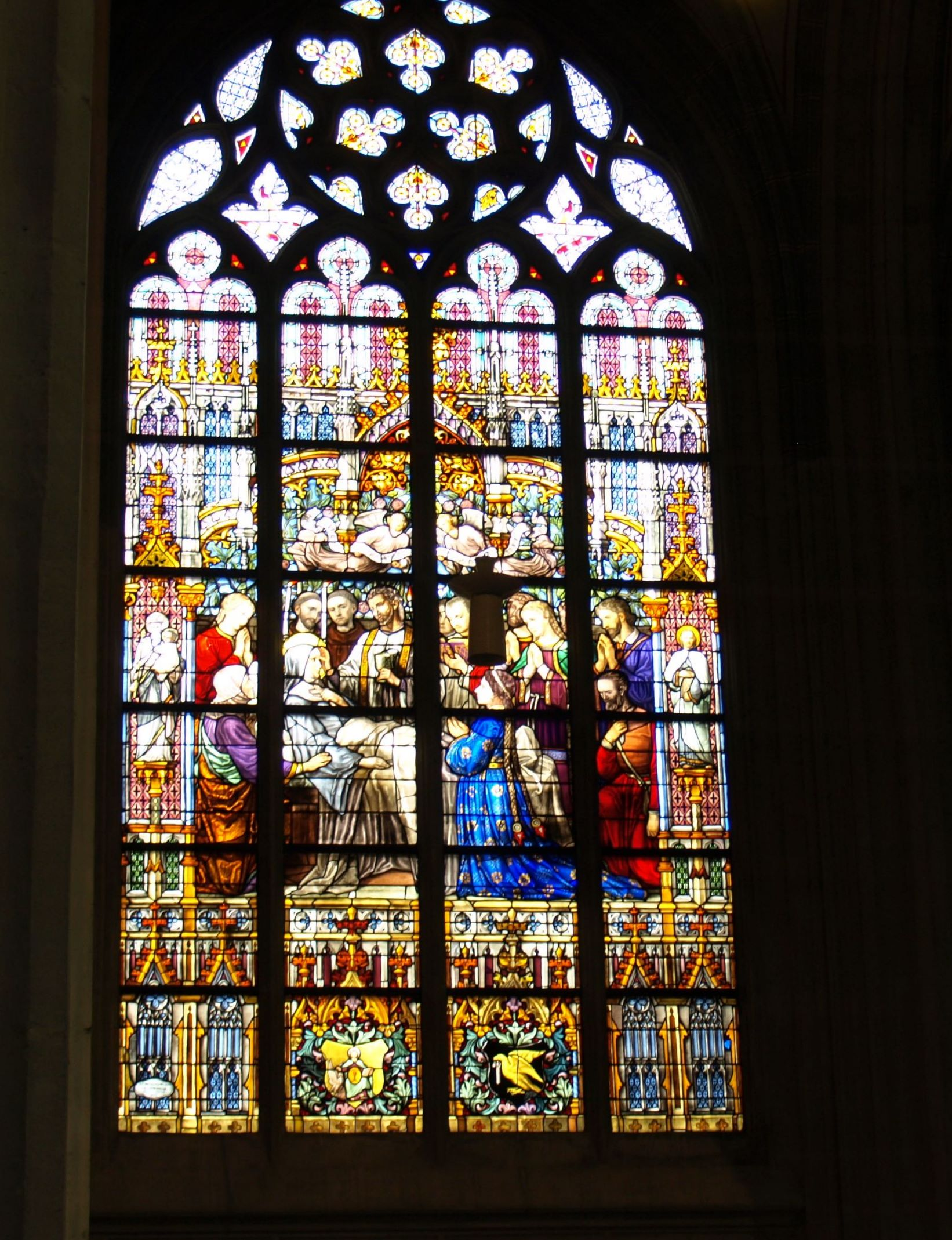
Glas-in-loodraam Atelier J.B. Capronnier
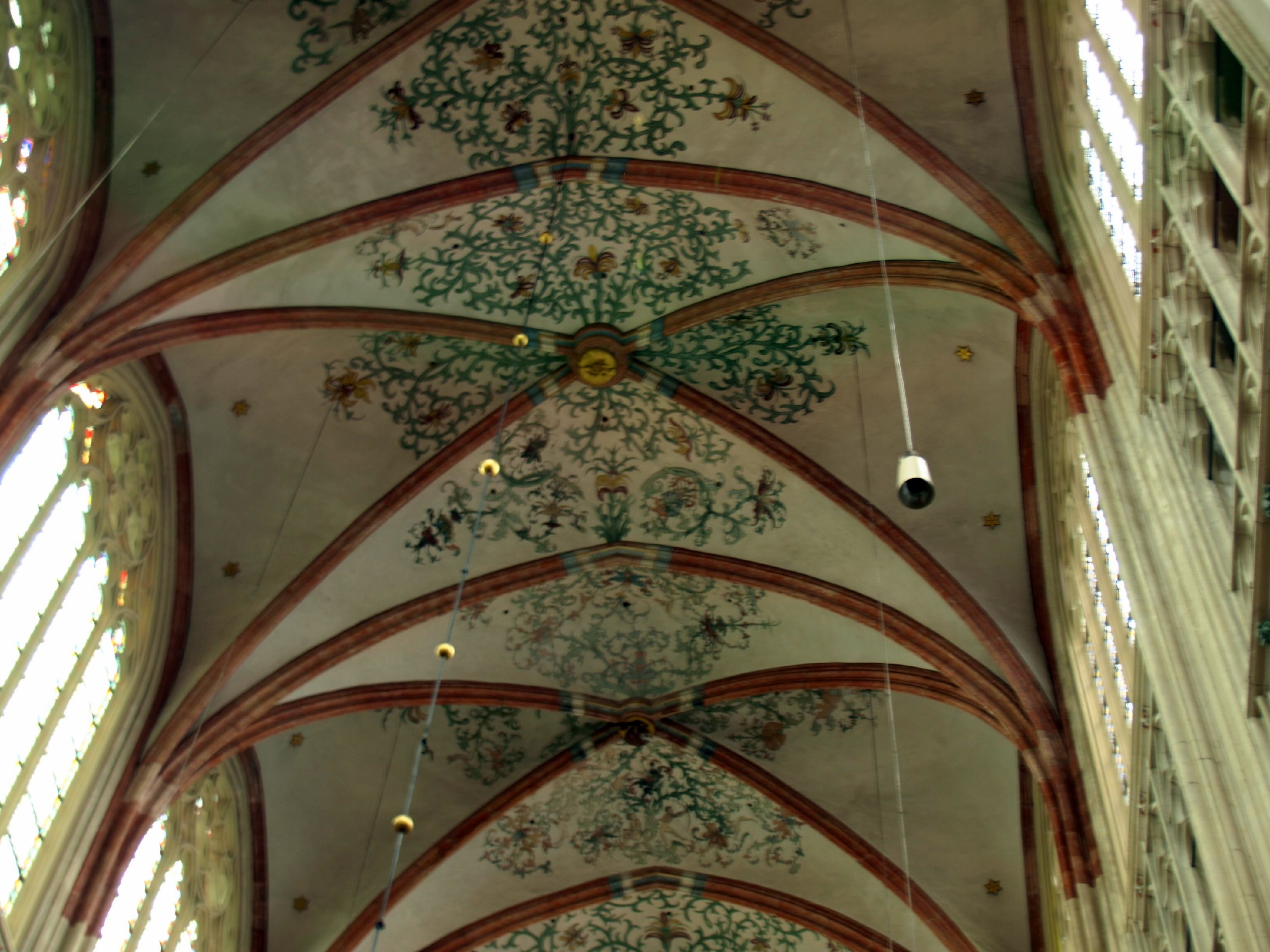
Gewelf van de Sint Jan
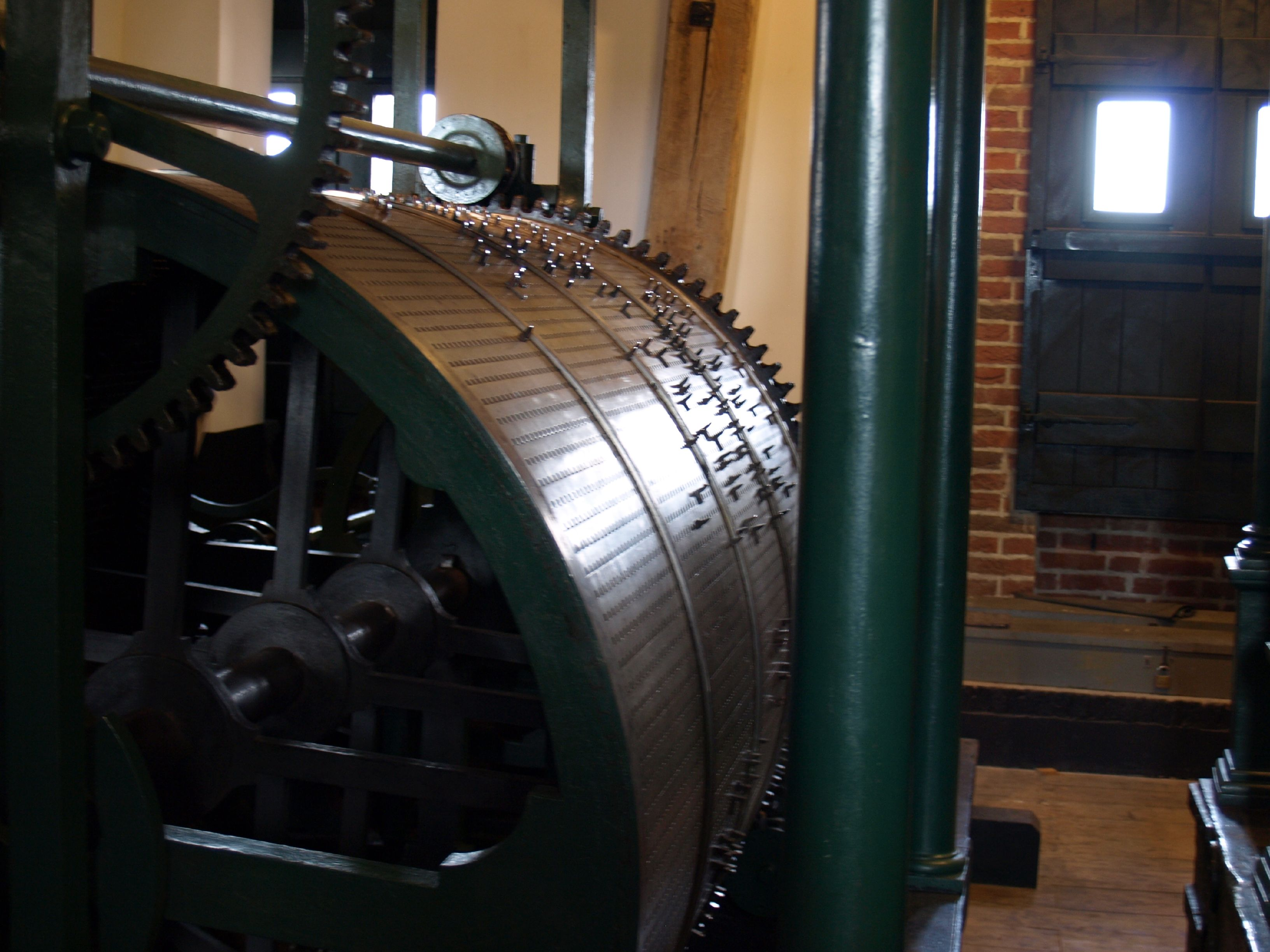
Speeltrommel van het carillon
- Polygoonjournaal over de restauratie van de Sint Jan in 1938
- Polygoonjournaal over de restauratie van de Sint Jan in 1942
- Polygoonjournaal over de restauratie van de Sint Jan in 1972
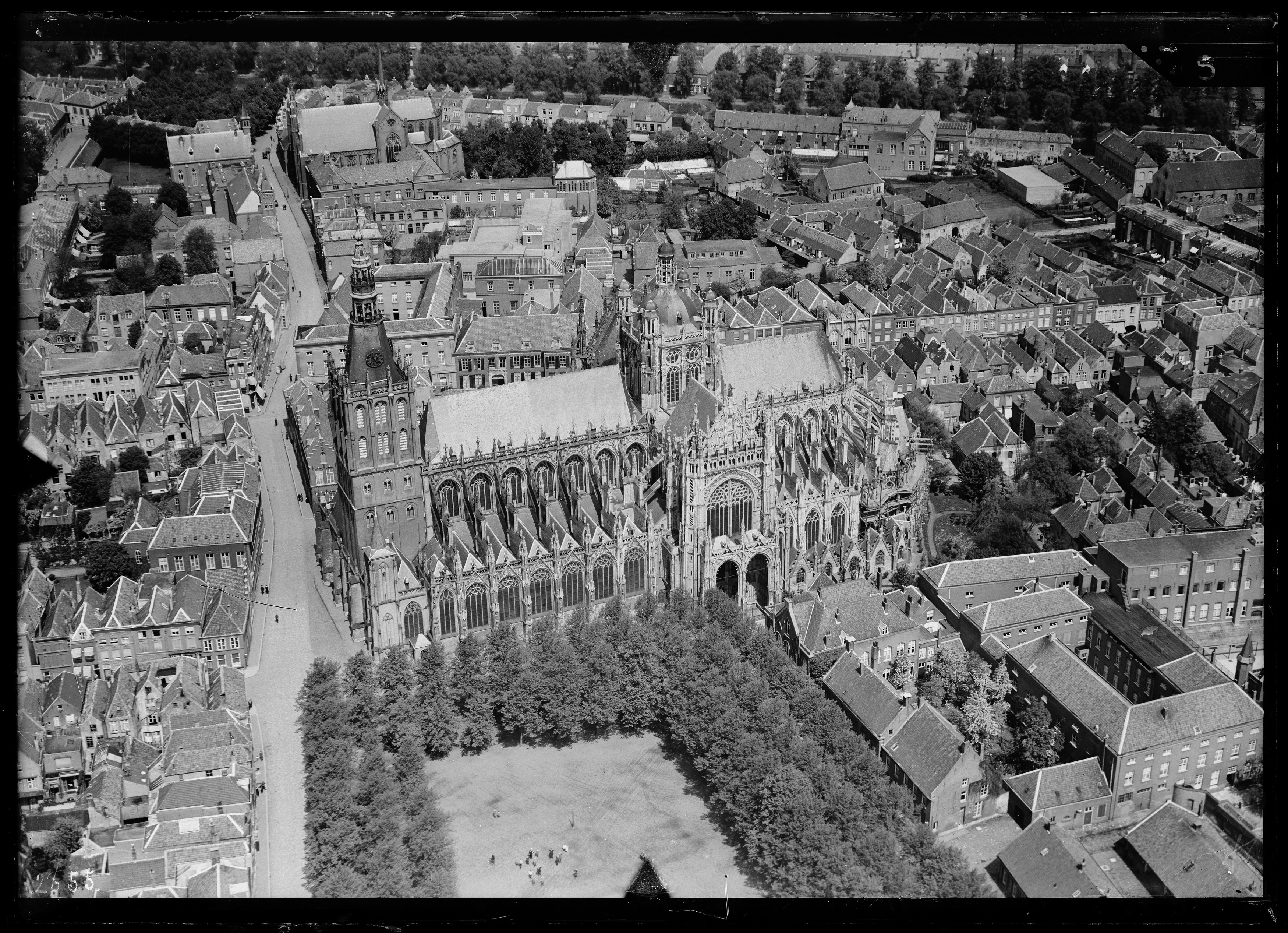
Luchtfoto van de Sint-Janskathedraal (1920-1940).

- Gemeinsame Normdatei: 4549088-0
- Library of Congress Control Number: n85120897
- MusicBrainz: 5eb17fee-18b2-4381-9faa-3e2256bc75e1
- Nationale Bibliotheek van Tsjechië: kn20020322198
- Rijksmonument: 21879
- SNAC: w6c90fxt
- Virtual International Authority File: 135343401

Sint-Georgiusbasiliek (Almelo) · Co-kathedrale basiliek van de Heilige Nicolaas (Amsterdam) · Sint-Franciscusbasiliek (Bolsward) · Sint-Petrusbasiliek (Boxmeer) · Sint-Petrusbasiliek (Boxtel) · Sint-Janskathedraal (Den Bosch) · Sint-Calixtusbasiliek (Groenlo) · Kathedrale basiliek Sint Bavo (Haarlem) · Sint-Lambertusbasiliek (Hengelo Ov) · Sint-Willibrordusbasiliek (Hulst) · Sint-Nicolaasbasiliek (IJsselstein) · Sint-Jansbasiliek (Laren NH) · Onze-Lieve-Vrouwebasiliek (Maastricht) · Sint-Servaasbasiliek (Maastricht) · Basiliek van het H. Sacrament (Meerssen) · Sint-Petrusbasiliek (Oirschot) · Sint-Plechelmusbasiliek (Oldenzaal) · Sint-Jansbasiliek (Oosterhout NB) · Basiliek van de H.H. Agatha en Barbara (Oudenbosch) · Basiliek van de Heilige Kruisverheffing (Raalte) · Sint-Liduinabasiliek (Schiedam) · Basiliek van de H.H. Wiro, Plechelmus en Otgerus (Sint Odiliënberg)  · Basiliek van Onze-Lieve-Vrouw van het Heilig Hart (Sittard) · Sint-Amelbergabasiliek (Susteren) · Sint-Pancratiusbasiliek (Tubbergen) · Sint-Martinusbasiliek (Venlo) · Basiliek van Onze-Lieve-Vrouw-ten-Hemelopneming (Zwolle)